# Demografía de México
En 2020, la población de México era de 126,014,024 habitantes, la mayor entre los países de habla hispana. A lo largo del siglo XX la población mexicana pasó de 13.6 a 129.5 millones de habitantes al crecer a tasas en torno al 3% anual entre 1940 y 1990. Este ritmo de crecimiento, generalizado en los países en desarrollo en ese periodo, fue calificado de transición demográfica y motivó la adopción de una política de control de la natalidad a partir de los años setenta.
la ciudad más poblada del país es su capital: la Ciudad de México que tuvo una población de 9.2 millones de habitantes en 2020 y la zona metropolitana más poblada es la del Valle de México, que tenía una población de 21.8 millones de habitantes en 2020, aproximadamente 53% de la población vive en una de las 48 áreas metropolitanas del país. Alrededor del 76% de los habitantes del país viven en áreas urbanas y el 24% vive en áreas rurales.
los censos nacionales de población son realizados por el Instituto Nacional de Estadística y Geografía y el análisis de dinámicas poblacionales se lleva a cabo por el Consejo Nacional de Población. El Instituto Nacional de los Pueblos Indígenas por su parte se especializa en analizar las tendencias demográficas y lingüísticas de los diferentes pueblos indígenas que existen en el país.

## Población

### Población actual
130 860 999 habitantes (2024 est.)

### Proyecciones bajo diferentes escenarios de fertilidad
Tasas de Crecimiento Anual
- Alta fertilidad: 1.5%
- Media fertilidad: 1.1%
- Baja fertilidad: 0.7%

| Año  | Alta Fertilidad | Media Fertilidad | Baja Fertilidad | Fuente |
| ---- | --------------- | ---------------- | --------------- | ------ |
| 2030 | 144 279 800     | 140 346 500      | 136 505 300     | [ 9 ]  |
| 2040 | 167 442 600     | 156 571 600      | 146 367 400     | [ 9 ]  |
| 2050 | 194 324 000     | 174 672 500      | 156 942 000     | [ 9 ]  |
| 2060 | 225 521 000     | 194 866 000      | 168 280 500     | [ 9 ]  |
| 2070 | 261 726 300     | 217 394 100      | 180 438 200     | [ 9 ]  |
| 2080 | 303 744 000     | 242 526 500      | 193 474 300     | [ 9 ]  |
| 2090 | 352 507 400     | 270 564 500      | 207 452 100     | [ 9 ]  |
| 2100 | 409 099 200     | 301 843 900      | 222 439 800     | [ 9 ]  |

La población mexicana alcanzará entre 222 millones y 409 millones de habitantes para finales del siglo XXI.

## Evolución demográfica
El organismo encargado de elaborar los censos demográficos es el Instituto Nacional de Estadística y Geografía (INEGI). El Consejo Nacional de Población (CONAPO), dependiente de la Secretaría de Gobernación, es la institución encargada de analizar, evaluar y sistematizar información sobre los fenómenos demográficos. La Comisión Nacional para el Desarrollo de los Pueblos Indígenas (CDI), entre otras cosas, se encarga de la investigación y el análisis sociodemográfico y lingüístico de los pueblos indígenas de México. Las estimaciones varían para la población precolombina de México de 1,5 millones a 21 millones, pero la figura más aceptada es cerca de 12 millones de personas, incluyendo la población del Imperio Azteca que se estima en 6 millones de personas.
Evolución de la población de México durante el periodo 1700-2020.
- En el siglo XVIII la población mexicana era de 3 a 4 millones de personas.
- En 1790 el censo de Revillagigedo mostró una población de 4 636 074 personas.
- En el momento de iniciarse el movimiento independentista en 1808, el país tenía cerca de 6 millones de habitantes, aunque se redujo a 5,5 millones tras la guerra de independencia (1808-1822),[13]  por muertes, enfermedades y la retirada o expulsión de la población española.[14]  Esta se componía de un millón de blancos, 1.3 millón de mestizos, zambos y mulatos (castas) y 3.6 millones de indígenas.[15]
- Las estimaciones con base en los registros eclesiásticos de 1810 arrojan una población de 6 122 354 personas.
- En 1825 tenía 6,8 millones de habitantes, unos 70 000 peninsulares, 1 200 000 criollos, 1 900 000 mestizos (o de castas), 3 700 000 indígenas y 10 000 negros.[16]
- En 1838 tenía 7,8 millones de habitantes, incluyendo una gran colonia de norteamericanos en Texas. Tras la independencia de ese estado la población cayó a 7 millones.
- En 1846 al iniciarse la guerra con Estados Unidos el país tenía 7,5 millones de habitantes.
- En 1858, al llegar a la presidencia Benito Juárez, el país tenía 8,3 millones de personas, aunque tras la guerra civil esta se redujo a 8,2 millones.
- En 1862 la población era de 8,8 millones, tras la invasión francesa en 1868 era de 8,396 millones.
- En 1872 al morir Juárez, la población era de 9 millones.
- En 1876 año en que se inicia la presidencia de Porfirio Díaz, había 9,5 millones de mexicanos.
- En 1895, según el primer censo oficial realizado en el México independiente la población era de 12 491 573.[2]
- En 1900 eran 13,6 millones de habitantes.
- En 1910, al inicio de la Revolución mexicana, el país tenía 15,2 millones de habitantes. Durante la guerra fueron muertas 2 millones[17] de personas y desplazadas un millón a los EE. UU. Para cuando esta terminó, el país tenía 14,3 millones de habitantes.
- En 1929, con la Gran Depresión, el país tenía 15,6 millones de habitantes.
- En 1940 había 22,6 millones de mexicanos.
- En 1950 eran 39,7 millones.
- En 1960 eran 50,5 millones.
- En 1970 eran 63,2 millones.
- En 1980 eran 75,8 millones.
- En 1990 eran 90,6 millones.
- En el 2000 eran 101,5 millones.
- En el 2010 eran 117 millones.
- En el 2017 eran 123,1 millones.
- En el 2020 eran 126 millones.

Notas y fuentes de información:
1. Los datos de los años de 1521 a 1892, fueron seleccionados del cuadro que aparece en el apéndice A del Análisis Demográfico de México de Benítez Zenteno, Raúl. Instituto de Investigaciones Sociales de la UNAM, México, 1961.
2. Los datos de los años de 1895 al 2000, fueron tomados de Censos Generales de Población y Vivienda. Dirección General de Estadística, hoy INEGI.
Según estimaciones recientes, México sufrirá un periodo de envejecimiento de la población, sobre todo en el ambiente rural norteño, donde la población joven emigra a los EE. UU.. A la larga, la tasa de natalidad también bajará y aumentará la esperanza de vida. Sin embargo, este envejecimiento no será tan drástico como en el caso de los países europeos.
En la siguiente tabla se muestra un cálculo aproximado de la tasa de envejecimiento.
| Año  | Población total | Población mayor de 60 años |
| ---- | --------------- | -------------------------- |
| 2000 | 98 881 308      | 6 843 969                  |
| 2025 | 135 543 048     | 17 561 222                 |
| 2050 | 155 221 691     | 35 713 967                 |

## Dinámica poblacional

Pirámide de población (2017).

Estados de México por densidad de población.

Durante el período de prosperidad económica que los historiadores económicos han llamado el "Milagro Mexicano" (1930-1970) el gobierno realizó inversiones considerables en programas sociales con el fin de reducir la mortalidad infantil e incrementar la esperanza de vida; esto a su vez, produjo un incremento demográfico intenso entre 1930 y 1980. Desde entonces la tasa de crecimiento poblacional ha disminuido del máximo histórico de 3,5 % anual en 1965 a 0,99 % el 2005. Aunque México está en camino a la tercera fase de la transición demográfica, cerca del 50% de la población en el 2005 tenía 25 años de edad o menos. La tasa global de fecundidad también se redujo de 5.7 hijos por mujer en 1976 a 1,9 en 2020.
Desde la década de 1980, la población mexicana se ha descentralizado lentamente: del 2000 al 2005 la tasa anual promedio de crecimiento de la capital, la Ciudad de México, fue la cuarta más baja entre las entidades federativas del país, con tan solo 0,2 %. El estado con la tasa de crecimiento más baja en el mismo periodo fue Michoacán (-0,1 %), mientras que los estados con las mayores tasas de crecimiento fueron Quintana Roo (4,7 %) y Baja California Sur (3,4 %), los cuales fueron los últimos territorios en convertirse en estados de la federación en la década de 1970. La tasa neta de migración anual promedio de la Ciudad de México en el mismo periodo fue negativa y la más baja de todas las entidades federativas del país, mientras que los estados con la tasa neta de migración más alta fueron Quintana Roo (2,7), Baja California (1,8) y Baja California Sur (1,6). Aunque la tasa de crecimiento anual aún es positiva (1 %), la tasa neta de migración internacional es negativa (-4,75 por cada 1000 habitantes). Dado el intenso flujo migratorio hacia los Estados Unidos; se estima que 5,3 millones de Mexicanos indocumentados vivían en los Estados Unidos en el 2004, y 18,2 millones de ciudadanos de aquel país en el 2000 declararon ser de ascendencia mexicana. México, de hecho, es el segundo país que más inmigrantes ha aportado a los Estados Unidos, después de Alemania.
A los estados y la Ciudad de México que conforman la federación mexicana se les conoce como "entidades federativas". Las cinco entidades federativas más pobladas de México en el 2020 fueron el estado de México (16.9 millones), la Ciudad de México (9.2 millones), Jalisco (8,3 millones), Veracruz (8.0 millones)  y Puebla (6.5 millones), los cuales en conjunto albergaban alrededor del 40% de la población del país. La Ciudad de México, siendo a su vez la capital del país, es la ciudad más poblada de México, mientras que la Zona Metropolitana de la Ciudad de México, formada por la ciudad misma y diversos municipios adyacentes, es la novena conurbación más poblada del mundo.
El crecimiento de población intenso de los estados del norte, especialmente en la frontera con los Estados Unidos, cambió el perfil demográfico de México durante la segunda mitad del siglo XX, ya que desde 1967, mediante el Tratado de la Industria Maquiladora entre los Estados Unidos y México, todos los productos manufacturados en las ciudades fronterizas podían entrar libres de impuestos a los Estados Unidos. Desde que el Tratado de Libre Comercio de América del Norte entró en vigor, todos los productos ahora entran libres de impuestos a los Estados Unidos sin importar su estado de origen. De esta manera, el porcentaje de las exportaciones de las ciudades fronterizas ha disminuido, lo cual, aunado al proceso de descentralización, ha permitido el desarrollo de nuevos centros regionales de crecimiento económico, como Guadalajara, Monterrey, Puebla, San Luis Potosí, León y Torreón, entre otros. El porcentaje de la clasificación por edades es de:
- 0-14 años: 18.6%;
- 15-64 años: 67.3%;
- 65 años y más: 14.1%.

### Estimaciones de la ONU
De acuerdo a la versión 2012 del World Population Prospects, la población total de México era 117 886 000 en 2010, comparado con solo 28 296 000 en 1950. La proporción de infantes con 15 años o menos en 2010 era 30 %, 64 % de la población tenía entre 15 y 65 años y 6 % era mayor de 65 años.
|      | Población total (x 1000) | Proporción 0–14 años (%) | Proporción 15–64 años (%) | Proporción 65 años o más (%) |
| ---- | ------------------------ | ------------------------ | ------------------------- | ---------------------------- |
| 1950 | 28 296                   | 42.5                     | 54.1                      | 3.5                          |
| 1955 | 33 401                   | 44.5                     | 52.2                      | 3.3                          |
| 1960 | 38 677                   | 45.9                     | 50.8                      | 3.4                          |
| 1965 | 45 339                   | 46.8                     | 49.6                      | 3.5                          |
| 1970 | 52 988                   | 46.6                     | 49.7                      | 3.7                          |
| 1975 | 61 708                   | 46.2                     | 50.1                      | 3.7                          |
| 1980 | 70 353                   | 44.7                     | 51.5                      | 3.8                          |
| 1985 | 77 859                   | 42.1                     | 53.9                      | 3.9                          |
| 1990 | 86 077                   | 38.5                     | 57.2                      | 4.3                          |
| 1995 | 95 393                   | 35.9                     | 59.6                      | 4.5                          |
| 2000 | 103 874                  | 34.1                     | 61.0                      | 4.9                          |
| 2005 | 110 732                  | 32.3                     | 62.4                      | 5.3                          |
| 2010 | 117 886                  | 30.0                     | 64.0                      | 6.0                          |
| 2015 | 127 017                  | 27.6                     | 65.9                      | 6.5                          |
| 2020 | 134 837                  | 25.6                     | 66.9                      | 7.6                          |

Estructura de la población en 2010:
|             | Hombres    | Mujeres    | Total       | %    |
| Total       | 54 855 231 | 57 481 307 | 112 336 538 | 100  |
| 0-4         | 5 346 943  | 5 181 379  | 10 528 322  | 9.37 |
| 5-9         | 5 604 175  | 5 443 362  | 11 047 537  | 9.83 |
| 10-14       | 5 547 613  | 5 392 324  | 10 939 937  | 9.74 |
| 15-19       | 5 520 121  | 5 505 991  | 11 026 112  | 9.82 |
| 20-24       | 4 813 204  | 5 079 067  | 9 892 271   | 8.81 |
| 25-29       | 4 205 975  | 4 582 202  | 8 788 177   | 7.82 |
| 30-34       | 4 026 031  | 4 444 767  | 8 470 798   | 7.54 |
| 35-39       | 3 964 738  | 4 328 249  | 8 292 987   | 7.38 |
| 40-44       | 3 350 322  | 3 658 904  | 7 009 226   | 6.24 |
| 45-49       | 2 824 364  | 3 104 366  | 5 928 730   | 5.28 |
| 50-54       | 2 402 451  | 2 661 840  | 5 064 291   | 4.51 |
| 55-59       | 1 869 537  | 2 025 828  | 3 895 365   | 3.47 |
| 60-64       | 1 476 667  | 1 639 799  | 3 116 466   | 2.77 |
| 65-69       | 1 095 273  | 1 221 992  | 2 317 265   | 2.06 |
| 70-74       | 873 893    | 1 000 041  | 1 873 934   | 1.67 |
| 75-79       | 579 689    | 665 794    | 1 245 483   | 1.11 |
| 80-84       | 355 277    | 443 659    | 798 936     | 0.71 |
| 85-89       | 197 461    | 256 703    | 454 164     | 0.40 |
| 90-94       | 68 130     | 96 794     | 164 924     | 0.15 |
| 95-99       | 25 920     | 39 812     | 65 732      | 0.06 |
| 100+        | 7 228      | 11 247     | 18 475      | 0.02 |
| desconocido | 700 219    | 697 187    | 1 397 406   | 1.24 |

| Grupo de edad | Hombres    | Mujeres    | Total      | Porcentaje |
| ------------- | ---------- | ---------- | ---------- | ---------- |
| 0-14          | 16 498 731 | 16 017 065 | 32 515 796 | 28.94      |
| 15-64         | 34 453 410 | 37 031 013 | 71 484 423 | 63.63      |
| 65+           | 3 202 871  | 3 736 049  | 6 938 913  | 6.18       |

## Estadísticas vitales

### Nacimientos y muertes registrados
Estadísticas del Instituto Nacional de Estadística y Geografía, nótese que la cifra de nacimentos incluye nacimientos por mujeres no residentes por lo que la tasa de nacimientos ha sido sobrestimada durante las últimas dos décadas.
|      | Población promedio | Nacimientos | Muertes   | Cambio natural | Tasa de nacimiento (por 1000) | Tasa de muerte (por 1000) | Cambio natural (por 1000) | Fertilidad | Esperanza de vida |
| ---- | ------------------ | ----------- | --------- | -------------- | ----------------------------- | ------------------------- | ------------------------- | ---------- | ----------------- |
| 1936 |                    | 786,388     |           |                |                               |                           |                           |            |                   |
| 1937 |                    | 820,469     |           |                |                               |                           |                           |            |                   |
| 1938 |                    | 822,586     |           |                | 43.5                          |                           |                           |            |                   |
| 1939 |                    | 857,951     |           |                | 44.6                          |                           |                           |            |                   |
| 1940 | 19,763,000         | 875,471     |           |                | 44.3                          |                           |                           |            |                   |
| 1941 | 20,208,000         | 878,935     |           |                | 43.5                          |                           |                           |            |                   |
| 1942 | 20,657,000         | 940,067     |           |                | 45.5                          |                           |                           |            |                   |
| 1943 | 21,165,000         | 963,317     |           |                | 45.5                          |                           |                           |            |                   |
| 1944 | 21,674,000         | 958,119     |           |                | 44.2                          |                           |                           |            |                   |
| 1945 | 22,233,000         | 999,093     |           |                | 44.9                          |                           |                           |            |                   |
| 1946 | 22,779,000         | 994,838     | 442,935   | 551,903        | 43.7                          | 19.4                      | 24.3                      |            |                   |
| 1947 | 23,440,000         | 1,079,816   | 390,087   | 689,729        | 46.1                          | 16.6                      | 29.5                      |            |                   |
| 1948 | 24,129,000         | 1,090,867   | 407,708   | 683,159        | 44.7                          | 16.9                      | 27.8                      |            |                   |
| 1949 | 24,833,000         | 1,109,446   | 438,970   | 670,476        | 46.0                          | 17.7                      | 28.3                      |            |                   |
| 1950 | 28,296,000         | 1,174,947   | 418,430   | 756,517        | 41.5                          | 14.8                      | 26.7                      |            |                   |
| 1951 | 29,110,000         | 1,183,788   | 458,238   | 725,550        | 40.7                          | 15.7                      | 24.9                      |            |                   |
| 1952 | 29,980,000         | 1,195,209   | 408,823   | 786,386        | 39.9                          | 13.6                      | 26.2                      |            |                   |
| 1953 | 30,904,000         | 1,261,775   | 446,127   | 815,648        | 40.8                          | 14.4                      | 26.4                      |            |                   |
| 1954 | 31,880,000         | 1,339,837   | 378,752   | 961,085        | 42.0                          | 11.9                      | 30.1                      |            |                   |
| 1955 | 32,906,000         | 1,377,917   | 407,522   | 970,395        | 41.9                          | 12.4                      | 29.5                      |            |                   |
| 1956 | 33,978,000         | 1,427,722   | 368,740   | 1,058,982      | 42.0                          | 10.9                      | 31.2                      |            |                   |
| 1957 | 35,095,000         | 1,485,202   | 414,545   | 1,070,657      | 42.3                          | 11.8                      | 30.5                      |            |                   |
| 1958 | 36,253,000         | 1,447,578   | 404,529   | 1,043,049      | 39.9                          | 11.2                      | 28.8                      |            |                   |
| 1959 | 37,448,000         | 1,589,606   | 396,924   | 1,192,682      | 42.4                          | 10.6                      | 31.8                      |            |                   |
| 1960 | 38,677,000         | 1,608,174   | 402,545   | 1,205,629      | 41.6                          | 10.4                      | 31.2                      |            |                   |
| 1961 | 39,939,000         | 1,647,006   | 388,857   | 1,258,149      | 41.2                          | 9.7                       | 31.5                      |            |                   |
| 1962 | 41,234,000         | 1,705,481   | 403,046   | 1,302,435      | 41.4                          | 9.8                       | 31.6                      |            |                   |
| 1963 | 42,564,000         | 1,756,624   | 412,834   | 1,343,790      | 41.3                          | 9.7                       | 31.6                      |            |                   |
| 1964 | 43,931,000         | 1,849,408   | 408,275   | 1,441,133      | 42.1                          | 9.3                       | 32.8                      |            |                   |
| 1965 | 45,339,000         | 1,888,171   | 404,163   | 1,484,008      | 41.6                          | 8.9                       | 32.7                      |            |                   |
| 1966 | 46,784,000         | 1,954,340   | 424,141   | 1,530,199      | 41.8                          | 9.1                       | 32.7                      |            |                   |
| 1967 | 48,264,000         | 1,981,363   | 420,298   | 1,561,065      | 41.1                          | 8.7                       | 32.3                      |            |                   |
| 1968 | 49,788,000         | 2,058,251   | 452,910   | 1,605,341      | 41.3                          | 9.1                       | 32.2                      |            |                   |
| 1969 | 51,361,000         | 2,037,561   | 458,886   | 1,578,675      | 39.7                          | 8.9                       | 30.7                      |            |                   |
| 1970 | 52,988,000         | 2,132,630   | 485,656   | 1,646,974      | 40.2                          | 9.2                       | 31.1                      |            |                   |
| 1971 | 54,669,000         | 2,231,399   | 458,323   | 1,773,076      | 40.8                          | 8.4                       | 32.4                      |            |                   |
| 1972 | 56,396,000         | 2,346,002   | 476,206   | 1,869,796      | 41.6                          | 8.4                       | 33.2                      |            |                   |
| 1973 | 58,156,000         | 2,572,287   | 458,915   | 2,113,372      | 44.2                          | 7.9                       | 36.3                      |            |                   |
| 1974 | 59,931,000         | 2,522,580   | 433,104   | 2,089,476      | 42.1                          | 7.2                       | 34.9                      |            |                   |
| 1975 | 61,708,000         | 2,254,497   | 435,888   | 1,818,609      | 36.5                          | 7.1                       | 29.5                      |            |                   |
| 1976 | 63,486,000         | 2,366,305   | 455,660   | 1,910,645      | 37.3                          | 7.2                       | 30.1                      | 5.7        |                   |
| 1977 | 65,261,000         | 2,379,327   | 450,454   | 1,928,873      | 36.5                          | 6.9                       | 29.6                      |            |                   |
| 1978 | 67,013,000         | 2,346,862   | 418,381   | 1,928,481      | 35.0                          | 6.2                       | 28.8                      |            |                   |
| 1979 | 68,715,000         | 2,274,267   | 428,217   | 1,846,050      | 33.1                          | 6.2                       | 26.9                      |            |                   |
| 1980 | 70,353,000         | 2,446,238   | 434,465   | 2,011,773      | 34.8                          | 6.2                       | 28.6                      |            |                   |
| 1981 | 71,916,000         | 2,530,662   | 424,274   | 2,106,388      | 35.2                          | 5.9                       | 29.3                      | 4.6        |                   |
| 1982 | 73,416,000         | 2,392,849   | 412,345   | 1,980,504      | 32.6                          | 5.6                       | 27.0                      |            |                   |
| 1983 | 74,880,000         | 2,609,088   | 413,403   | 2,195,685      | 34.8                          | 5.5                       | 29.3                      |            |                   |
| 1984 | 76,351,000         | 2,511,894   | 410,550   | 2,101,344      | 32.9                          | 5.4                       | 27.5                      |            |                   |
| 1985 | 77,859,000         | 2,655,671   | 414,003   | 2,241,668      | 34.1                          | 5.3                       | 28.8                      |            |                   |
| 1986 | 79,410,000         | 2,577,045   | 400,079   | 2,176,966      | 32.5                          | 5.0                       | 27.4                      |            |                   |
| 1987 | 80,999,000         | 2,794,390   | 400,280   | 2,394,110      | 34.5                          | 4.9                       | 29.6                      | 3.8        |                   |
| 1988 | 82,635,000         | 2,622,031   | 412,987   | 2,209,044      | 31.7                          | 5.0                       | 26.7                      |            |                   |
| 1989 | 84,327,000         | 2,620,262   | 423,304   | 2,196,958      | 31.1                          | 5.0                       | 26.1                      |            |                   |
| 1990 | 86,077,000         | 2,735,312   | 422,803   | 2,312,509      | 31.8                          | 4.9                       | 26.9                      | 3.47       |                   |
| 1991 | 87,890,000         | 2,756,447   | 411,131   | 2,345,316      | 31.4                          | 4.7                       | 26.7                      | 3.37       |                   |
| 1992 | 89,758,000         | 2,797,397   | 409,814   | 2,387,583      | 31.2                          | 4.6                       | 26.6                      | 3.27       |                   |
| 1993 | 91,654,000         | 2,839,686   | 416,335   | 2,423,351      | 31.0                          | 4.5                       | 26.4                      | 3.18       |                   |
| 1994 | 93,542,000         | 2,904,389   | 419,074   | 2,485,315      | 31.0                          | 4.5                       | 26.6                      | 3.10       |                   |
| 1995 | 95,393,000         | 2,750,444   | 430,278   | 2,320,166      | 28.8                          | 4.5                       | 24.3                      | 3.02       |                   |
| 1996 | 97,202,000         | 2,707,718   | 436,321   | 2,271,397      | 27.9                          | 4.5                       | 23.4                      | 2.95       |                   |
| 1997 | 98,969,000         | 2,698,425   | 440,437   | 2,257,988      | 27.3                          | 4.5                       | 22.8                      | 2.88       |                   |
| 1998 | 100,679,000        | 2,668,429   | 444,665   | 2,223,764      | 26.5                          | 4.4                       | 22.1                      | 2.82       |                   |
| 1999 | 102,317,000        | 2,769,089   | 443,950   | 2,325,139      | 27.1                          | 4.3                       | 22.7                      | 2.77       |                   |
| 2000 | 103,874,000        | 2,798,339   | 437,667   | 2,360,672      | 26.9                          | 4.2                       | 22.7                      | 2.72       |                   |
| 2001 | 105,340,000        | 2,767,610   | 443,127   | 2,324,483      | 26.3                          | 4.2                       | 22.1                      | 2.67       |                   |
| 2002 | 106,724,000        | 2,699,084   | 459,687   | 2,239,397      | 25.3                          | 4.3                       | 21.0                      | 2.62       |                   |
| 2003 | 108,056,000        | 2,655,894   | 472,140   | 2,183,754      | 24.6                          | 4.4                       | 20.2                      | 2.58       |                   |
| 2004 | 109,382,000        | 2,625,056   | 473,417   | 2,151,639      | 24.0                          | 4.3                       | 19.7                      | 2.54       |                   |
| 2005 | 110,732,000        | 2,567,906   | 495,240   | 2,072,666      | 23.2                          | 4.5                       | 18.7                      | 2.50       |                   |
| 2006 | 112,117,000        | 2,505,939   | 494,471   | 2,011,468      | 22.4                          | 4.4                       | 17.9                      | 2.46       |                   |
| 2007 | 113,530,000        | 2,655,083   | 514,420   | 2,140,663      | 23.4                          | 4.5                       | 18.9                      | 2.42       |                   |
| 2008 | 114,968,000        | 2,636,110   | 539,530   | 2,096,580      | 22.9                          | 4.7                       | 18.2                      | 2.39       |                   |
| 2009 | 116,423,000        | 2,577,214   | 564,673   | 2,012,541      | 22.1                          | 4.9                       | 17.3                      | 2.36       |                   |
| 2010 | 114,255,000        | 2,643,908   | 592,018   | 2,051,890      | 23.1                          | 5.2                       | 17.9                      | 2.34       | 74.3              |
| 2011 | 115,683,000        | 2,586,287   | 590,693   | 1,995,594      | 22.3                          | 5.1                       | 17.2                      | 2.32       | 74.7              |
| 2012 | 117,054,000        | 2,498,880   | 602,354   | 1,896,526      | 21.3                          | 5.1                       | 16.2                      | 2.29       | 74.9              |
| 2013 | 118,395,000        | 2,478,889   | 623,599   | 1,855,290      | 20.9                          | 5.3                       | 15.6                      | 2.27       | 75.2              |
| 2014 | 119,713,000        | 2,463,420   | 633,641   | 1,829,779      | 20.5                          | 5.3                       | 15.2                      | 2.21       | 75.1              |
| 2015 | 121,005,000        | 2,353,596   | 655,688   | 1,697,902      | 19.4                          | 5.4                       | 14.0                      | 2.22       | 75.1              |
| 2016 | 122,298,000        | 2,293,708   | 685,766   | 1,607,945      | 18.8                          | 5.6                       | 13.2                      | 2.19       | 74.8              |
| 2017 | 123,415,000        | 2,234,039   | 703,047   | 1,530,992      | 18.0                          | 5.9                       | 12.1                      | 2.17       | 74.8              |
| 2018 | 124,738,000        | 2,162,535   | 722,611   | 1,439,924      | 17.3                          | 5.8                       | 11.5                      | 2.07       | 74.9              |
| 2019 | 125,930,000        | 2,092,214   | 747,784   | 1,344,430      | 16.5                          | 5.9                       | 10.6                      | 2.09       | 74.8              |
| 2020 | 126,014,024        | 1,629,211   | 1,086,743 | 542,468        | 12.9                          | 8.6                       | 4.3                       | 1.63(e)    | 68.9              |
| 2021 | 126,705,138        | 1,912,178   | 1,122,249 | 789,929        | 15.1                          | 8.8                       | 6.3                       | 1.91(e)    | 68.8              |
| 2022 | 127,500,000(e)     | 1,891,388   | 847,716   | 1,043,672      | 14.8                          | 6.7                       | 8.1                       | 1.94(e)    | 75.2              |
| 2023 | 128,500,000(e)     | 1,820,888   | 799,869   | 1,021,019      | 14.2                          | 6.2                       | 8.0                       | 1.60       | 75.3              |

### Estimaciones de la ONU
| Periodo | Nacimientos por año | Muertes por año | Cambio natural por año | TN*  | TM*  | CN*  | TF*  | TMI* | Expectativa de vida total | Expectativa de vida hombres | Expectativa de vida mujeres |
| --- | ------------------- | --------------- | ---------------------- | ---- | ---- | ---- | ---- | ---- | ------------------------- | --------------------------- | --------------------------- |
| 1950–1955 | 1 469 000           | 509 000         | 959 000                | 48.0 | 16.7 | 31.3 | 6.70 | 121  | 50.7                      | 48.9                        | 52.5                        |
| 1955–1960 | 1 675 000           | 483 000         | 1 193 000              | 46.8 | 13.5 | 33.3 | 6.80 | 102  | 55.3                      | 53.3                        | 57.3                        |
| 1960–1965 | 1 878 000           | 481 000         | 1 397 000              | 44.7 | 11.5 | 33.3 | 6.75 | 88   | 58.5                      | 56.4                        | 60.6                        |
| 1965–1970 | 2 147 000           | 510 000         | 1 637 000              | 43.7 | 10.4 | 33.3 | 6.75 | 80   | 60.3                      | 58.2                        | 62.5                        |
| 1970–1975 | 2 434 000           | 521 000         | 1 913 000              | 42.4 | 9.1  | 33.4 | 6.50 | 69   | 62.6                      | 60.1                        | 65.2                        |
| 1975–1980 | 2 406 000           | 490 000         | 1 916 000              | 36.4 | 7.4  | 29.0 | 5.25 | 57   | 65.3                      | 62.2                        | 68.6                        |
| 1980–1985 | 2 352 000           | 470 000         | 1 882 000              | 31.7 | 6.3  | 25.4 | 4.25 | 47   | 67.7                      | 64.4                        | 71.2                        |
| 1985–1990 | 2 385 000           | 466 000         | 1 919 000              | 29.1 | 5.7  | 23.4 | 3.63 | 40   | 69.8                      | 66.8                        | 73.0                        |
| 1990–1995 | 2 493 000           | 470 000         | 2 022 000              | 27.5 | 5.2  | 22.3 | 3.16 | 33   | 71.8                      | 69.0                        | 74.6                        |
| 1995–2000 | 2 535 000           | 471 000         | 2 064 000              | 25.4 | 4.7  | 20.7 | 2.80 | 28   | 73.7                      | 71.3                        | 76.1                        |
| 2000–2005 | 2 449 000           | 492 000         | 1 958 000              | 22.8 | 4.6  | 18.2 | 2.54 | 21   | 75.0                      | 72.4                        | 77.4                        |
| 2005–2010 | 2 355 000           | 513 000         | 1 841 000              | 20.6 | 4.5  | 16.1 | 2.37 | 17   | 76.3                      | 73.7                        | 78.6                        |
| * TN = tasa de nacimientos (por 1000); TM = tasa de mortalidad (por 1000); CN = cambio natural (por 1000); TMI = tasa de mortalidad infantil por 1000 nacimientos; TF = tasa de fertilidad (número de infantes por mujer) |                     |                 |                        |      |      |      |      |      |                           |                             |                             |

## Migración internacional

### Inmigración en México
| 1                    | Estados Unidos       | 797,266   |
| 2                    | Guatemala            | 56,810    |
| 3                    | Venezuela            | 52,948    |
| 4                    | Colombia             | 36,234    |
| 5                    | Honduras             | 35,361    |
| 6                    | Cuba                 | 25,976    |
| 7                    | España               | 20,763    |
| 8                    | El Salvador          | 19,736    |
| 9                    | Argentina            | 18,693    |
| 10                   | Canadá               | 12,439    |
| 11                   | China                | 10,547    |
| 12                   | Francia              | 9,080     |
| 13                   | Brasil               | 8,689     |
| 14                   | Perú                 | 8,670     |
| 15                   | Alemania             | 6,860     |
| 16                   | Italia               | 6,619     |
| 17                   | Chile                | 6,532     |
| 18                   | Haití                | 5,895     |
| 19                   | Nicaragua            | 5,731     |
| 20                   | Japón                | 5,539     |
| 21                   | Corea del Sur        | 5,339     |
| 22                   | Reino Unido          | 4,030     |
| 23                   | Ecuador              | 3,995     |
| 24                   | Costa Rica           | 3,803     |
| 25                   | República Dominicana | 2,849     |
| 26                   | Belice               | 2,813     |
| 27                   | Uruguay              | 2,706     |
| 28                   | India                | 2,656     |
| 29                   | Bolivia              | 2,505     |
| 30                   | Rusia                | 2,321     |
| 31                   | Panamá               | 1,916     |
| 32                   | Suiza                | 1,439     |
|                      | Otros países         | 25,492    |
| TOTAL                | TOTAL                | 1,212,252 |
| Fuente: INEGI (2020) |                      |           |

Durante la década de 1970 y 1980, México abrió sus puertas a los inmigrantes perseguidos de Latinoamérica, principalmente refugiados políticos de Argentina, Chile, Cuba, Perú, Brasil, Colombia, Venezuela y Centroamérica. Igualmente de países europeos tales como España. Una segunda ola de inmigrantes ha llegado a causa de las dificultades económicas de algunos países de la región. La comunidad argentina, cuyo tamaño se ha estimado entre 11,000 y 30,000 personas, es la segunda comunidad de extranjeros más grandes del país, después de la comunidad de estadounidenses. En tiempo reciente, el país ha recibido oleadas de inmigrantes y refugiados provenientes de América Central y el Caribe.
México es el país donde más ciudadanos estadounidenses viven en el extranjero. La Asociación de Ciudadanos Estadounidenses en el Extranjero ha estimado que poco más de un millón de ciudadanos estadounidenses viven en México (es decir, el 1 % de la población total de México, y el 25 % de todos los ciudadanos estadounidenses que viven en el extranjero). Este fenómeno migratorio bien se puede explicar por la integración cada vez mayor de ambos países bajo el TLCAN, pero también porque México se ha convertido en un lugar popular para retirarse, especialmente los pueblos pequeños: tan solo en el estado de Guanajuato, en San Miguel de Allende y sus alrededores, viven 200,000 ciudadanos estadounidenses. Las Ciudades con más ciudadanos estadounidenses son la Ciudad de México, Ensenada (B.C.) y Tijuana (B.C.).
Las diferencias entre las estimaciones oficiales y de organismos privados sobre el número de extranjeros viviendo en México es significativa. La cifra oficial de extranjeros residiendo en México en el 2020 es de 1,212,252 de los cuales la mayoría proviene de los Estados Unidos, que son el grupo inmigrante más numeroso en los estados del país con excepción del estado de Chiapas, donde la mayoría de los inmigrantes proviene de Centroamérica. Los cinco estados con el mayor número de inmigrantes son Baja California (12.1% del total de inmigrantes), el Ciudad de México (11.4%), Jalisco (9.9%), Chihuahua (9%) y Tamaulipas (7.3%). Más del 54% de la población inmigrante tienen menos de 15 años de edad, y el 9% más de cincuenta.

### Emigración de México
La tasa neta de migración de México es negativa, estimada en -4.32 migrantes por 1000 personas. La gran mayoría de los emigrantes mexicanos se dirigen a los Estados Unidos. Este fenómeno migratorio, sin embargo, no es nuevo, sino que ha sido una característica de la relación de ambos países a lo largo del siglo XX. Desde la primera y Segunda Guerra Mundial, el gobierno de los Estados Unidos permitía el ingreso de trabajadores mexicanos a su territorio, y toleraba la migración ilegal para conseguir la mano de obra agrícola e industrial necesaria para suplir las necesidades causadas por la guerra y llenar los puestos vacantes por los soldados en Europa. Sin embargo, el gobierno estadounidense terminó unilateralmente con este acuerdo, por la presión de algunos grupos civiles. Aun así, la emigración de mexicanos continuó durante el resto del siglo, a tasas variadas, pero se incrementó sustancialmente durante la década de 1990 y ha continuado durante el primer lustro del siglo XXI. De hecho, se estima que el 37% de todos los inmigrantes mexicanos a los Estados Unidos del siglo XX, llegaron durante la década de 1990. En el 2000 aproximadamente 29 millones de ciudadanos estadounidenses se identificaron como mexicanos, mexicano-estadounidenses o de ascendencia mexicana, siendo la quinta ascendencia más citada de todos los ciudadanos estadounidenses.
El INEGI estimó en el 2000 que 8 millones de ciudadanos mexicanos vivían en los Estados Unidos, es decir el 8.7% de la población en ese año. En el periodo de 2015 a 2020 los estados con el mayor porcentaje de emigrantes hacia los Estados Unidos fueron Guanajuato (7.8%), Jalisco (7.5%), Michoacán (6.3%) y  el Estado de México (5.4%) con el número total de emigrantes siendo 803 mil personas, la mayoría de los cuales eran hombres. Aproximadamente el 30% de los emigrantes provenían de comunidades rurales. Ese mismo periodo, solo 178 mil emigrantes regresaron a México.
A pesar del mejoramiento en las condiciones económicas de México y la interdependencia de ambos países, la emigración mexicana no se ha detenido. Aunque algunos argumentan que esto es causa de las disparidades económicas entre las áreas urbanas y rurales y la distribución del ingreso, otros sugieren que el fenómeno migratorio simplemente se mueve inercialmente, ya que los residentes mexicanos en los Estados Unidos están trayendo a sus familias.

## Ciudades y áreas metropolitanas

### Localidades, ciudades y municipios
En 2020, México tenía 189 432 localidades que son áreas designadas por el censo como lo son  ciudades, pueblos o comunidades con un número reducido de hogares (incluso uno solo). Localidades con más de 2,500 habitantes se consideran "urbanas" y localidades con menos de 2500 habitantes se consideran rurales. En el 2010 había 3021 localidades con una población entre 2500 y 15 000 habitantes, 413 con una población entre 15 000 y 50 000 habitantes, 86 con una población entre 50 000 y 100 000 habitantes, 95 con una población entre 100 000 y 500 000, 25 con una población entre 500 000 y un millón y 11 con una población de más de un millón de habitantes. Las áreas urbanas contienen el 76,81% de la población de México y las áreas rurales el 23% de la población.
Los municipios de México y las demarcaciones territoriales de la Ciudad de México son divisiones administrativas de tercer nivel en México, con límites legalmente prescritos y poderes y funciones autónomas (o semiautónomas) preestablecidos. Existen 2477 municipios (conocidos como municipios libres) y demarcaciones territoriales en los 31 estados mexicanos, incluyendo las 16 delegaciones que integran la Ciudad de México. Un municipio puede estar constituido por una o más localidades; una de éstas se designa como "cabecera municipal". Las ciudades generalmente están plenamente contenidas dentro de los límites del municipio, salvo algunas excepciones en las que una ciudad se extiende a otro municipio sin incorporar la cabecera municipal del otro municipio.
Los municipios en el centro del país son pequeños en área, y por lo mismo, coextensivos con las ciudades dentro de ellos –como es el caso de Guadalajara o Puebla–, mientras que los municipios del noroeste y sudeste de México son mucho más grandes en superficie y contienen a más de una ciudad o pueblo, los cuales no están unidos y no forman una sola aglomeración urbana -como es el caso del municipio de Tijuana o Benito Juárez (Cancún).

### Áreas metropolitanas
La ciudad más poblada del país es la capital, la Ciudad de México, con una población de 9.2 millones de habitantes en 2020, y el área metropolitana de la ciudad es la más poblada del país con 21,804,515 habitantes. Más del 50% de la población vive en una de las 48 áreas metropolitanas de México. Un área metropolitana, o zona metropolitana, en México, se define como el conjunto de municipios que interactúan entre sí, usualmente alrededor de una ciudad central. En el 2004, en un esfuerzo conjunto entre la CONAPO, el INEGI y la Secretaría de Desarrollo Social (SEDESOL) se acordó definir las áreas metropolitanas como:
- el conjunto de uno o más municipios en los cuales se encuentra una ciudad de al menos 50,000 habitantes y cuya área urbana se exitende más allá de los límites del municipio que originalmente contenía a la ciudad central, incorporando ya sea físicamente o bajo su área de influencia, otros municipios adyacentes predominantemente urbanos, los cuales tienen un alto grado de integración social y económica, o son relevantes para la administración política y pública; o
- un solo municipio en el que se encuentra el área urbana entera de una ciudad de más de un millón de habitantes (es decir, el área urbana no se sale de los límites del municipio); o
- una ciudad de al menos 250,000 habitantes que forma una conurbación con otras ciudades de los Estados Unidos de América.

Bajo la definición anterior, en el 2020 había 48 zonas metropolitanas en México, que albergaban alrededor del 53% de la población total. El área metropolitana más grande del país es la Zona Metropolitana del Valle de México, que en el 2020 tenía 21.8 millones de habitantes, o alrededor del 19% de la población total del país. Las siguientes cuatro áreas metropolitanas más grandes de México fueron la Zona Metropolitana de Monterrey (5,3 millones), la Zona Metropolitana de Guadalajara (5.2 millones), la Zona Metropolitana de Puebla (3,2 millones) y la Zona Metropolitana de Toluca (2,3 million), que en conjunto, junto con la ZM del Valle de México, albergan al 30% de la población nacional. La ZM del Valle de México era el área metropolitana de mayor crecimiento entre 1930 y 1980. Desde entonces, el país se ha descentralizado económica y demográficamente. Del 2000 al 2005, la zona metropolitana con mayor crecimiento de las cinco anteriores fue Puebla (2,0%) seguida de Monterrey (1,9%), Toluca (1,8%) y Guadalajara (1,8%). Cabe destacar que Tijuana, a nivel nacional, tiene una tasa de crecimiento alta; según datos del municipio, crece a razón de 3 hectáreas por día si se mantiene la actual tasa de crecimiento en el año 2030 Tijuana, además de convertirse en el municipio más poblado del país (2 422 071), será la cuarta ciudad (zona metropolitana) más poblada de la República.

## Otras estadísticas demográficas

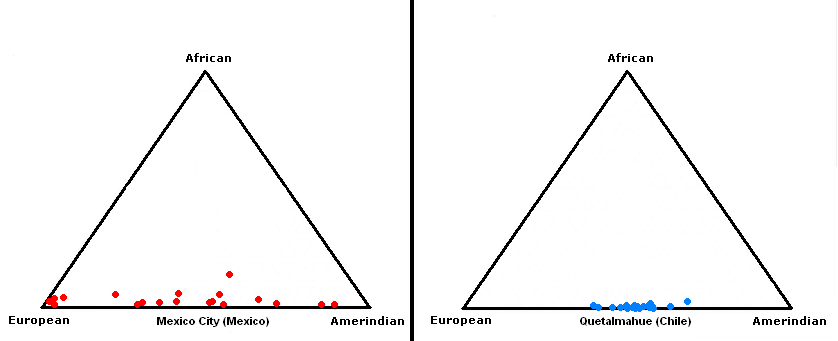
La población mestiza mexicana es la más diversa de todos los grupos mestizos de América Latina; sus mestizos son en su mayoría europeos o amerindios en lugar de tener una mezcla uniforme. Distribución de estimaciones de mezcla para individuos de la Ciudad de México y Quetalmahue (comunidad indígena en Chile).

Estadísticas demográficas según el Informe de la población mundial de 2022.
- Un nacimiento cada 15 segundos
- Una muerte cada 39 segundos
- Un migrante neto cada 9 minutos
- Ganancia neta de una persona cada 24 segundos

Estadísticas demográficas según el CIA World Factbook, a menos que se indique lo contrario.

### Edad media
total: 30,6 años (estimación de 2023). Comparación del país con el resto del mundo: puesto 130.º
hombres: 28,2 años
mujeres: 30,4 años (estimación de 2020)

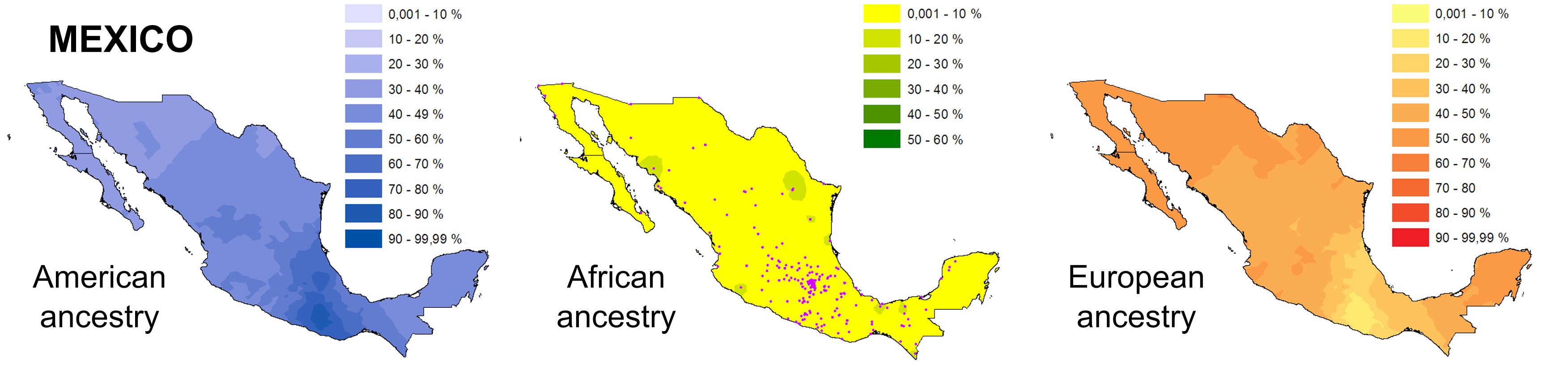
Variación regional de la ascendencia según un estudio realizado por Ruiz-Linares en 2014, cada punto representa un voluntario, siendo la mayoría provenientes del sur de México y de la Ciudad de México.

total: 28,6 años Comparación del país con el resto del mundo: puesto 135.º
hombres: 27,5 años
mujeres: 29,7 años (estimación de 2018)

### Tasa de uso de anticonceptivos

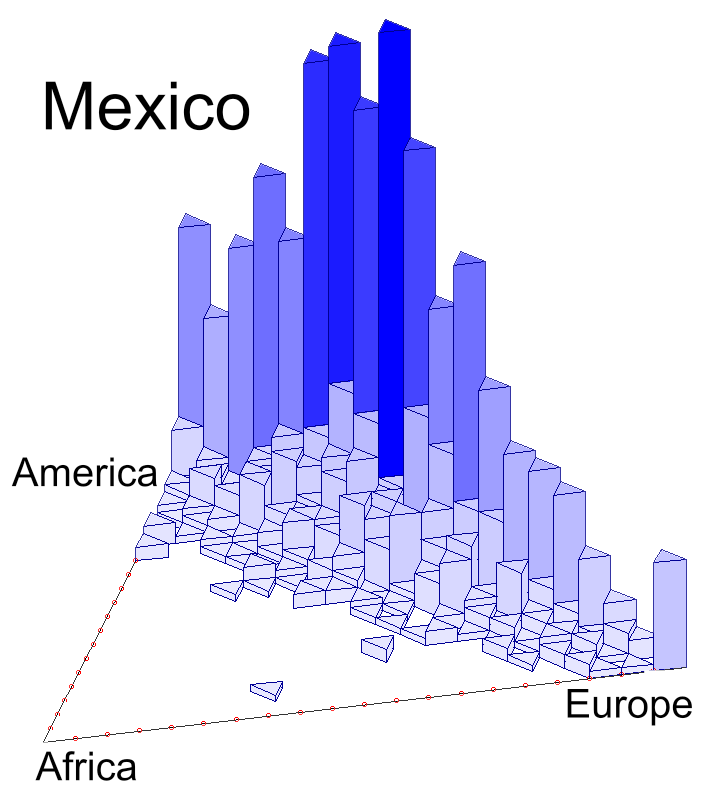
Trivate para ascendencia, del mismo estudio que la imagen de arriba.

73,1% (2018)
66,9% (2015)

### Edad media de la madre en el momento del primer parto
21,3 años (estimación de 2008)

### Principales enfermedades infecciosas
Grado de riesgo: intermedio (2020)
Enfermedades transmitidas por alimentos o agua: diarrea bacteriana y hepatitis A
Enfermedades transmitidas por vectores: dengue

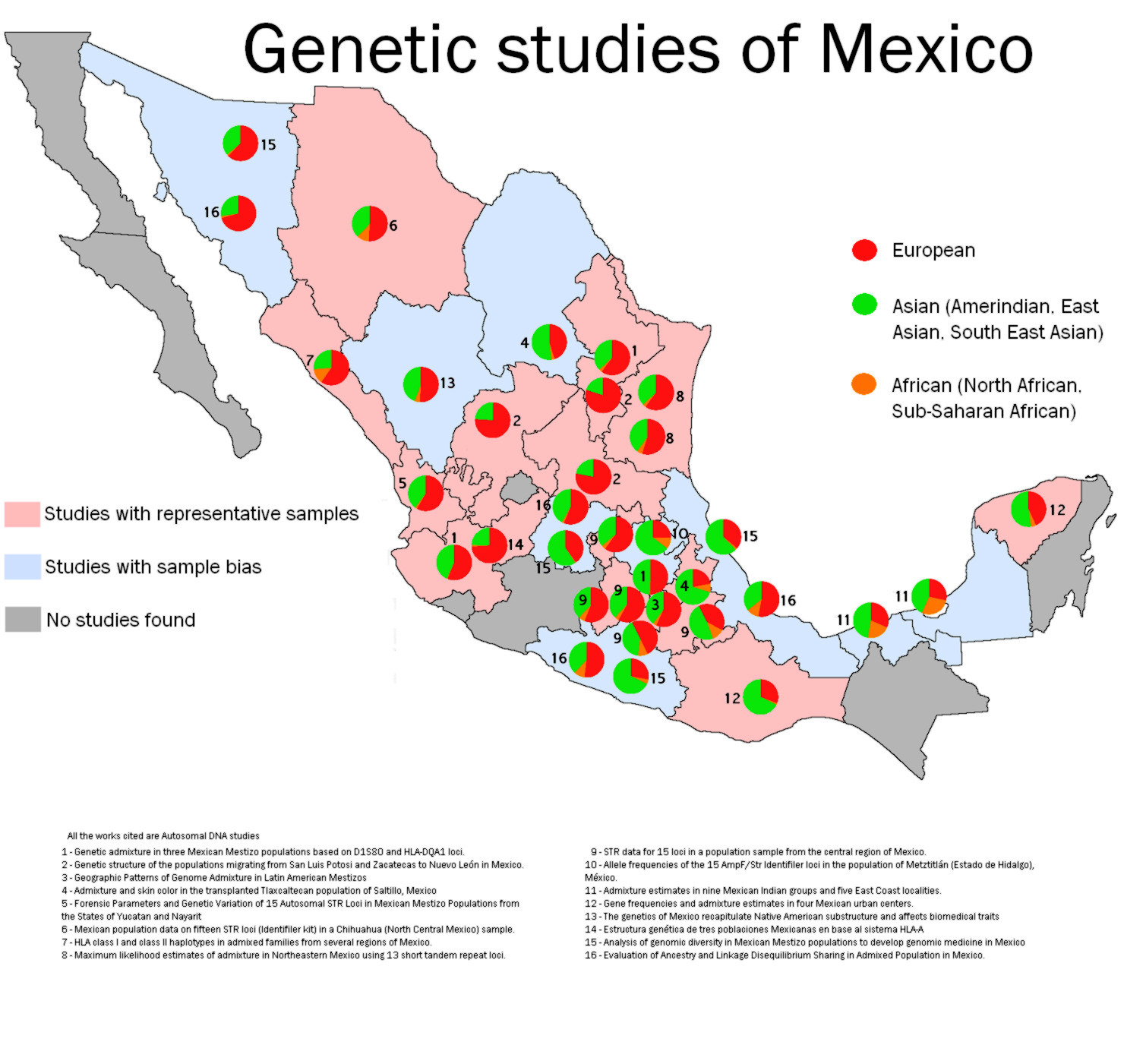
Mapa de Estudios Genéticos de los Estados Unidos Mexicanos.

Nota: un nuevo coronavirus está causando una propagación comunitaria sostenida de enfermedades respiratorias (COVID-19) en México; la propagación comunitaria sostenida significa que las personas se han infectado con el virus, pero no se sabe cómo ni dónde se infectaron, y la propagación continúa; la enfermedad con este virus ha variado de leve a grave y se han notificado muertes; al 6 de junio de 2022, México ha notificado un total de 5.782.405 casos de COVID-19 o 4.484,8 casos acumulados de COVID-19 por cada 100.000 habitantes, con un total de 324.966 muertes acumuladas o una tasa de 252 muertes acumuladas por cada 100.000 habitantes; Al 20 de mayo de 2022, el 66,68% de la población ha recibido al menos una dosis de la vacuna contra la COVID-19.

### Tasa de dependencia
Tasa de dependencia total: 51,4 (estimación de 2015)
Tasa de dependencia de jóvenes: 41,6 (estimación de 2015)
Tasa de dependencia de ancianos: 9,8 (estimación de 2015)
Tasa de apoyo potencial: 10,2 (estimación de 2015)

## Grupos étnicos

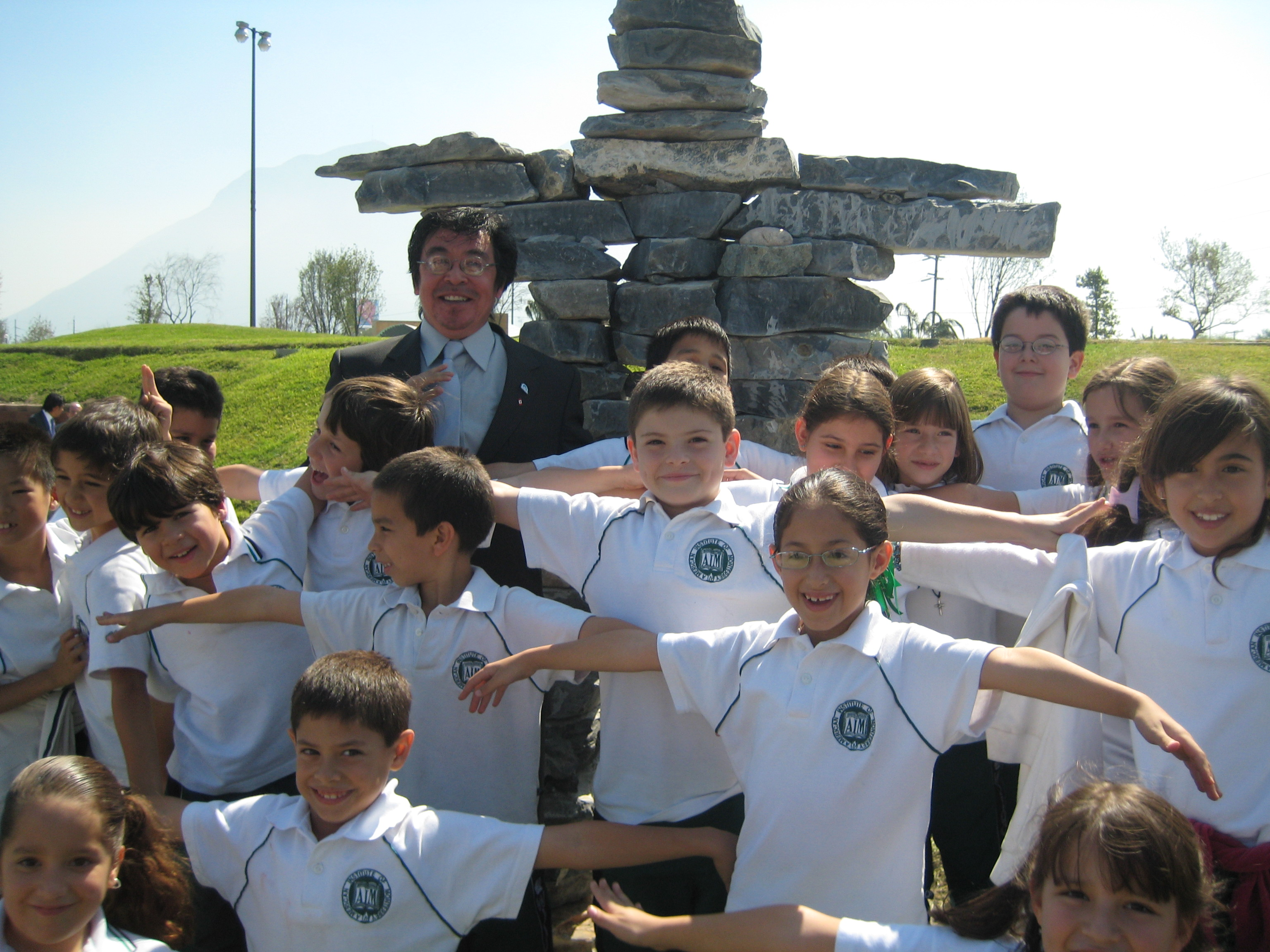
Niños mexicanos de escuela primaria en Monterrey, Nuevo León.

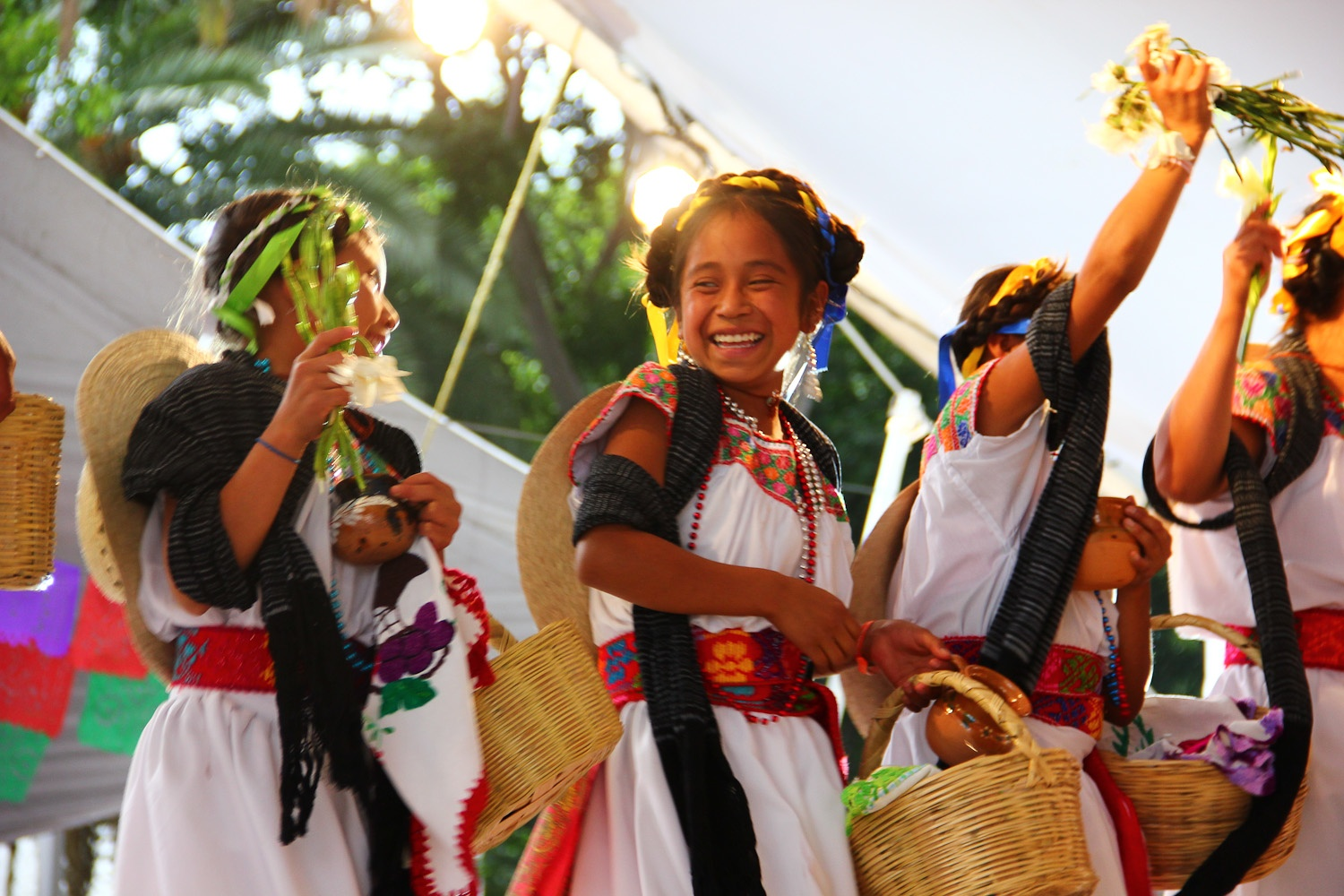
Niñas del pueblo nahua con la ropa tradicional en el estado de Puebla.

Aunque México es un país étnicamente diverso, durante la mayor parte del siglo XX y principios del siglo XXI el gobierno mexicano no ha realizado encuestas respecto al origen étnico de la población salvo para los pueblos originarios, no obstante recientemente el Instituto Nacional de Estadística y Geografía mexicano ha comenzado a realizar encuestas para cuantificar el porcentaje de mexicanos afrodecendientes así como mexicanos eurodescendientes que habitan en el territorio.
Independientemente de la etnia, la mayoría de los mexicanos están unidos bajo la misma identidad nacional. Esto es producto de una ideología fuertemente promovida por académicos mexicanos como Manuel Gamio y José Vasconcelos conocida como mestizaje, cuyo objetivo era que México se convirtiera en un país racial y culturalmente homogéneo. La influencia de la ideología se reflejó en los censos nacionales de México de 1921 y 1930: en el primero, que fue el primer censo nacional de México (pero el segundo si se toma en cuenta el censo realizado en la época colonial) que consideró la raza, aproximadamente el 60% de la población de México se identificó como mestiza, y en el segundo, el gobierno de México declaró que todos los mexicanos eran ahora mestizos, por lo que las clasificaciones raciales se eliminarían a favor de las basadas en el idioma en los censos futuros.
A diferencia de otros países de América Latina, México no cuenta con una etnia dominante a nivel nacional puesto que muchas zonas tienen diferentes etnias en mayoría y minoría. Varios estudios genéticos y antropológicos han demostrado que el mestizaje en México es muy diverso y diferente en cada región del país, por ejemplo, en las regiones centro y sur donde florecieron gran parte de las culturas mesoamericanas y donde se dio una gran fusión entre españoles y amerindios se nota un mestizaje mayoritariamente equilibrado, mientras que en las regiones norte y oeste del país es predominantemente de tipo europeo debido a que las poblaciones nativas existían en un número mucho menor, lo que llevó a que esos territorios fueran habitados principalmente por blancos, por lo que cada región del territorio mexicano es diferente en sociedad, cultura y tradiciones.
Durante la mayor parte del siglo XX los resultados de estos censos fueron tomados como un hecho, utilizándose con frecuencia publicaciones internacionales extraoficiales como referencia para estimar la composición racial de México, pero en tiempos recientes historiadores y académicos han afirmado que dichos resultados no son precisos, pues en su afán por homogeneizar a México, el gobierno infló el porcentaje de la etiqueta de mestizo al clasificar a un buen número de personas como tales sin importar si eran de ascendencia mixta real o no, señalando que una alteración tan drástica de las tendencias poblacionales en comparación con censos anteriores como el de Nueva España de 1793 (en el que se estimaba que los europeos eran del 18% al 22% de la población, los mestizos del 21% al 25% y los indígenas del 51% al 61%) no es posible.
Otro factor a considerar es que el término mestizo desde 1930 no es una identidad racial sino cultural ya que todos los mexicanos que no hablaban idiomas indígenas fueron clasificados como mestizos por el gobierno, así bajo esta definición es posible para un mexicano ser de manera simultánea "culturalmente" mestizo y "racialmente" indígena, blanco, negro etc. Tradicionalmente, México se ha definido como una nación pluricultural o como lo dijera José Vasconcelos (1925), el "crisol de todas las razas" tanto cultural como étnicamente.

Mapas de los grupos étnicos en México según el censo 2020
Mexicanos indígenas
Mexicanos negros

### Mexicanos mestizos

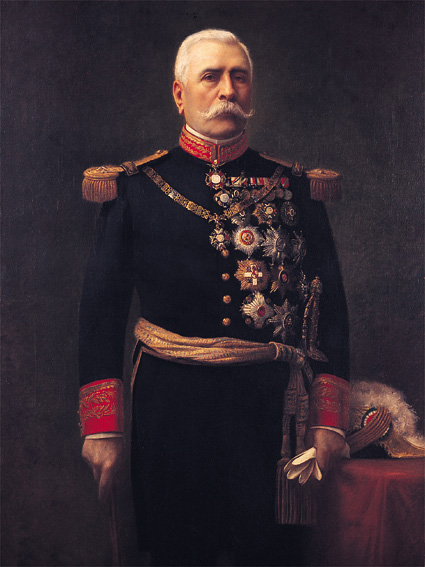
El presidente Porfirio Díaz era de ascendencia mestiza.

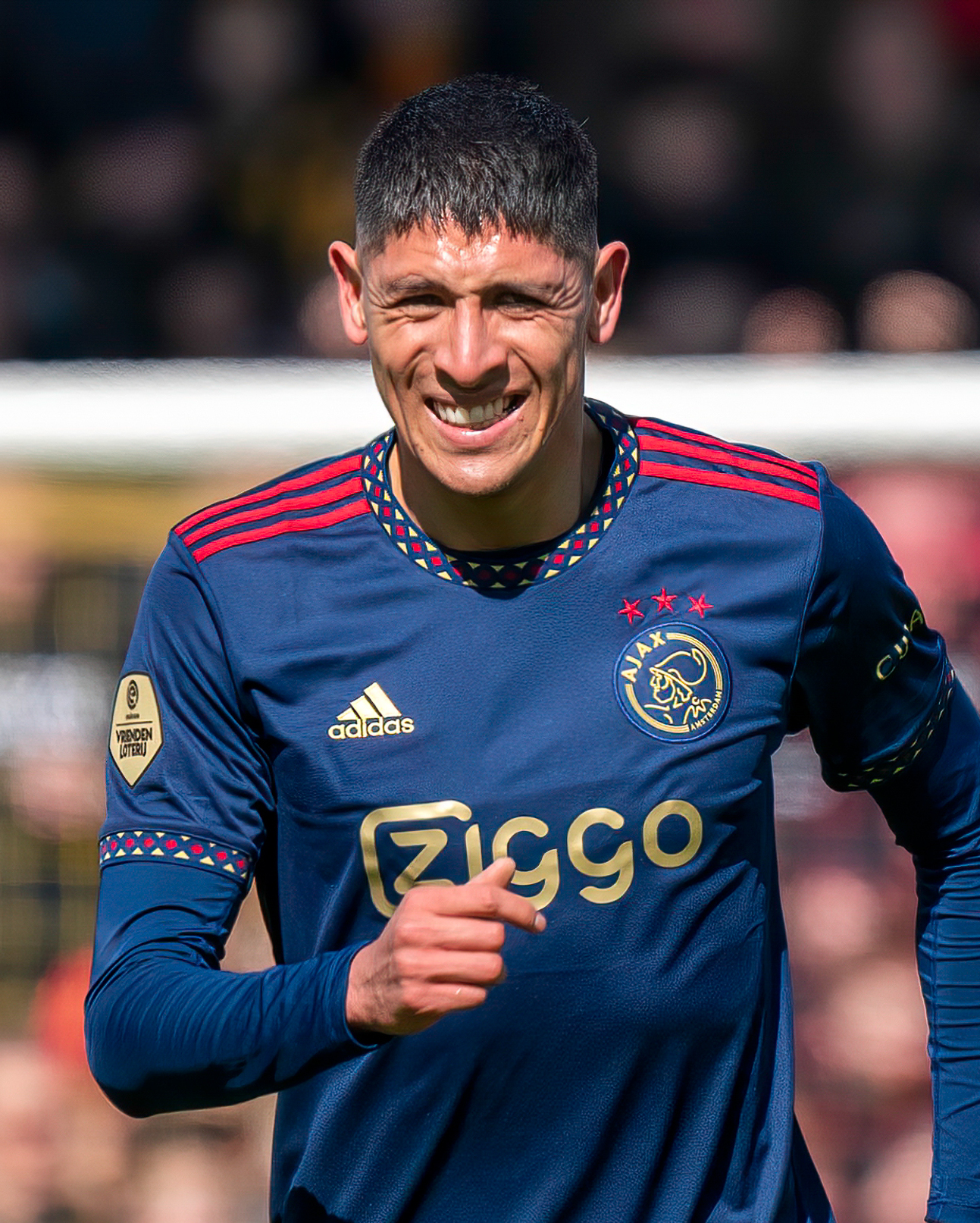
Edson Omar Álvarez, futbolista mexicano.

La gran mayoría de los mexicanos han sido clasificados como "mestizos", lo que significa, en el uso moderno del término, que no se identifican plenamente con ninguna cultura indígena ni con la herencia cultural española, sino que se identifican con rasgos culturales que incorporan elementos tanto de las tradiciones indígenas como de las españolas. Gracias a los esfuerzos deliberados de los gobiernos posrevolucionarios, la "identidad mestiza" se construyó como la base de la identidad nacional mexicana moderna, mediante un proceso de síntesis cultural conocido como mestizaje. Políticos y reformistas mexicanos como José Vasconcelos y Manuel Gamio fueron fundamentales en la construcción de una identidad nacional mexicana sobre este concepto, que se diseñó con el objetivo principal de "ayudar" a los pueblos indígenas a alcanzar el mismo nivel de progreso que el resto de la sociedad mediante la transformación de las comunidades indígenas en mestizas, integrándolas finalmente a la sociedad mestiza mexicana.
Como la identidad mestiza promovida por el gobierno es más una identidad cultural, ha alcanzado una fuerte influencia en el país y ha provocado que muchas personas que no calificarían como "mestizos" en su sentido original sean contabilizadas como tales en las investigaciones demográficas y censos de México, y muchas personas que podrían considerarse "blancas" han sido históricamente clasificadas como mestizas. Una situación similar ocurre con respecto a las distinciones entre pueblos indígenas y mestizos: si bien el término "mestizo" a veces se usa en inglés con el significado de una persona con sangre mezclada de indígenas y europeos, en la sociedad mexicana una persona indígena puede considerarse mestiza y una persona con ningún porcentaje o un porcentaje muy bajo de herencia genética indígena sería considerada completamente indígena, ya sea por hablar una lengua indígena o por identificarse con una herencia cultural indígena particular. En ciertas zonas de México la palabra mestizo tiene un significado diferente: en la península de Yucatán se ha utilizado para referirse a las poblaciones de habla maya que viven en comunidades tradicionales, porque durante la guerra de castas de finales del siglo XIX aquellos mayas que no se unieron a la rebelión fueron clasificados como mestizos, mientras que en el estado de Chiapas se utiliza la palabra "ladino" en lugar de "mestizo".
Dado que la palabra "mestizo" tiene diferentes significados en México, las estimaciones de la población mestiza mexicana varían considerablemente. Según la Enciclopedia Británica, que usa un enfoque basado en la biología, alrededor de tres quintas partes de la población mexicana es mestiza, mientras que un criterio basado en la cultura estima un porcentaje tan alto como el 90%.Paradójicamente, la palabra "mestizo" ha sido eliminada del vocabulario popular mexicano desde hace mucho tiempo, llegando incluso a tener connotaciones peyorativas, lo que complica aún más los intentos de cuantificar a los mestizos a través de la autoidentificación. Investigaciones recientes basadas en la autoidentificación han observado que muchos mexicanos no se identifican como mestizos y no aceptarían ser etiquetados como tales, siendo más comunes las etiquetas raciales "estáticas" como blanco, indio, negro, etc., que se usan con mayor frecuencia.

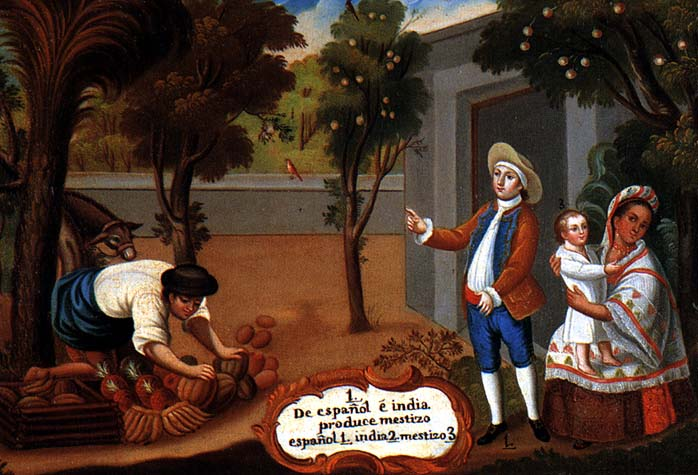
Una pintura de casta del muestra a una mujer indígena con su marido español y su hijo mestizo.

El uso de diversos métodos y criterios para cuantificar el número de mestizos en México no es nuevo: desde hace varias décadas, numerosos autores han analizado datos de censos coloniales y han formulado diversas conjeturas respecto a la composición étnica de la población del México colonial/Nueva España. Historiadores como Gonzalo Aguirre-Beltrán afirmaron en 1972 que prácticamente la totalidad de la población de la Nueva España, en realidad, era mestiza, utilizando para respaldar sus afirmaciones argumentos como que las relaciones entre españoles y no europeos, debido a la supuesta ausencia de inmigrantes europeas, eran generalizadas, así como el gran deseo de los mestizos de hacerse pasar por españoles, ya que la hispanidad se consideraba un símbolo de alto estatus.
Otros historiadores, sin embargo, señalan que las cifras de Aguirre-Beltrán tienden a tener inconsistencias y a tomarse demasiadas libertades (se señala en el libro Ensayos sobre historia de la población. México y el Caribe 2 publicado en 1998 que en 1646, cuando según los registros históricos la población mestiza era del 1%, él la estima ya en el 16,6%, atribuyéndose esto a que interpretó los datos de una manera conveniente para una narrativa histórica), omitiendo a menudo datos de las provincias del norte y el oeste de la Nueva España. Por lo tanto, sus clasificaciones hechas por él mismo, aunque podrían ser plausibles, no son útiles para un análisis estadístico preciso. o que los relatos históricos hechos por los investigadores de la época observaron consistentemente que la población europea de la Nueva España estaba notoriamente preocupada por preservar su herencia europea, con prácticas como invitar a familiares y amigos directamente de España o favorecer a los europeos para el matrimonio incluso si eran de un nivel socioeconómico más bajo que ellos.
Según los historiadores del siglo XXI, Aguirre Beltrán también ignora hechos como el de que la dinámica poblacional de la Nueva España era diferente según la región en cuestión (es decir, el mestizaje no pudo ocurrir en una cantidad significativa en regiones donde la población nativa era abiertamente hostil hasta principios del siglo XX, como la mayoría de las provincias internas de la Nueva España, que hoy en día son las regiones norte y oeste de México),  o que los relatos históricos hechos por los investigadores de la época observaron consistentemente que la población europea de la Nueva España estaba notoriamente preocupada por preservar su herencia europea, con prácticas como invitar a familiares y amigos directamente de España o favorecer a los europeos para el matrimonio incluso si eran de un nivel socioeconómico más bajo que ellos. Las publicaciones más recientes que citan el trabajo de Aguirre-Beltrán toman esos factores en consideración, afirmando que la etiqueta étnica español/euromestizo/criollo estaba compuesta en su mayoría por descendientes de europeos, aunque la categoría puede haber incluido personas con alguna ascendencia no europea.

### Mexicanos indígenas

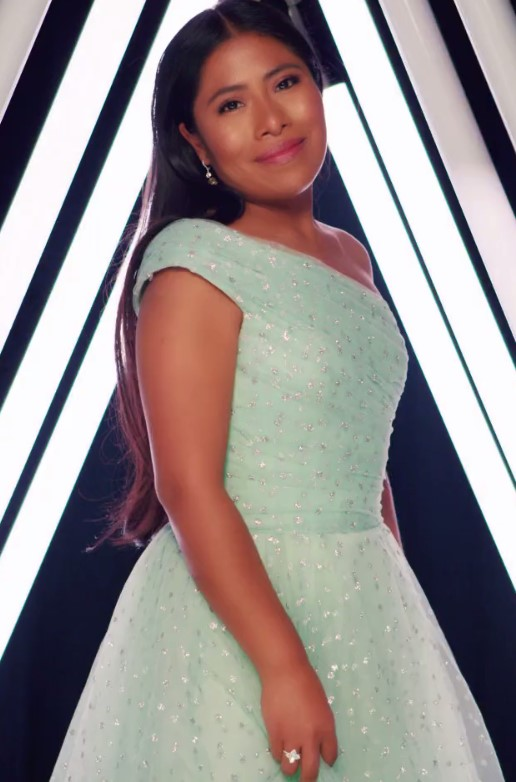
Yalitza Aparicio, actriz hija de un padre mixteco y una madre triqui.

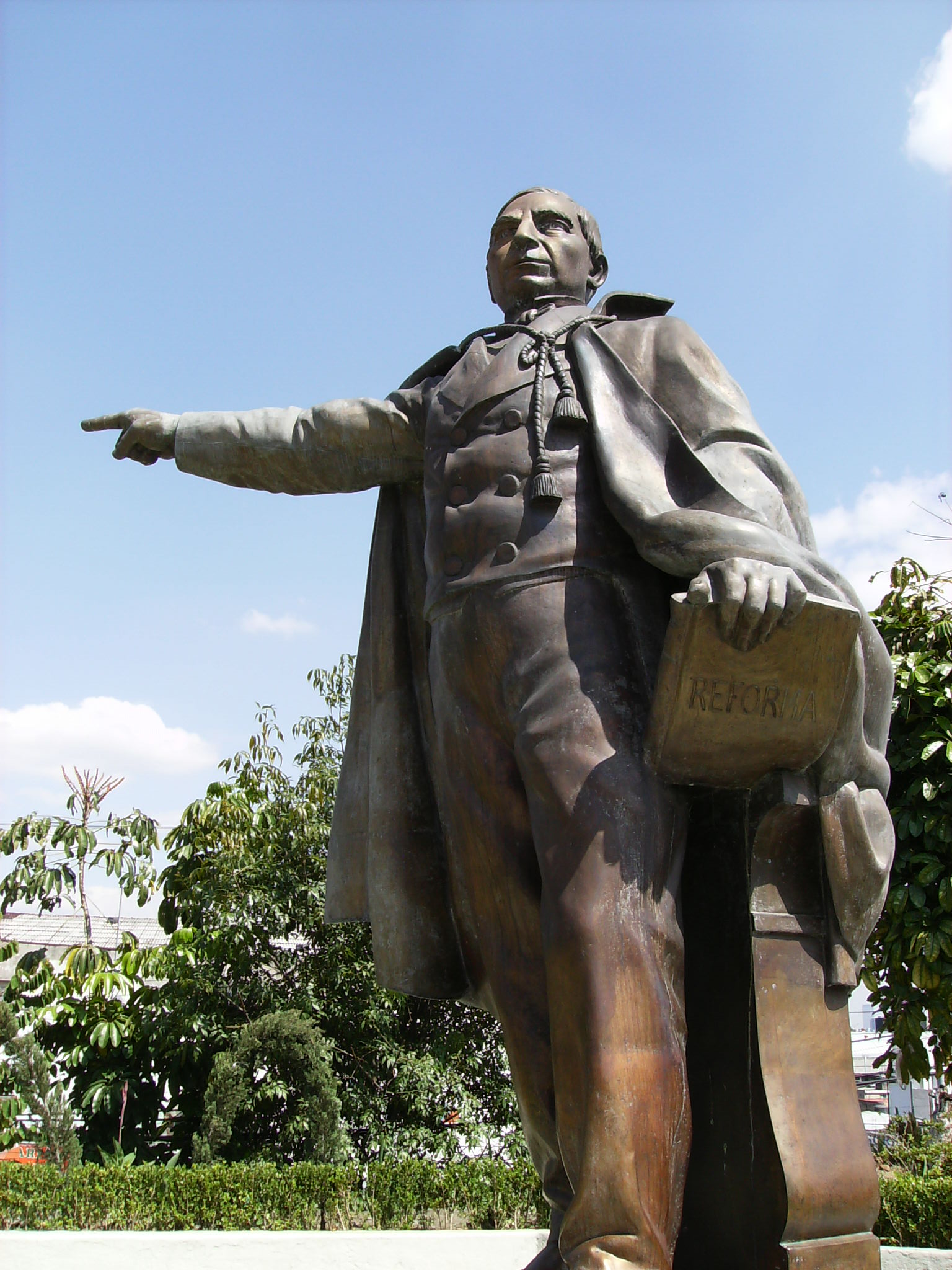
Benito Juárez fue el primer Presidente de ascendencia indígena en México.

La Ley General de Derechos Lingüísticos de los Pueblos Indígenas de 2003 reconoce 62 lenguas indígenas como "lenguas nacionales" que tienen la misma validez que el español en todos los territorios en los que se hablan. El reconocimiento de las lenguas indígenas y la protección de las culturas indígenas se otorga no solo a las etnias indígenas del territorio mexicano actual, sino también a otros grupos indígenas de América del Norte que emigraron a México desde los Estados Unidos en el siglo XIX y a los que emigraron de Guatemala en la década de 1980. de manera similar a lo que sucede con otras etnias en México, la categoría de "indígena" en México se ha definido sobre la base de diferentes criterios a lo largo de la historia, lo que significa que el porcentaje de la población mexicana definida como "indígena" varía según la definición aplicada. Puede definirse de manera restrictiva según criterios lingüísticos, incluyendo solo a las personas que hablan una lengua indígena, sobre la base de este criterio, aproximadamente el 6.1% de la población es indígena. No obstante, los activistas por los derechos de los pueblos indígenas se han referido al uso de este criterio a efectos censales como "genocidio estadístico".
Más recientemente el gobierno mexicano ha realizado encuestas con criterios más generales, que aparte de contar como indígenas a todas las personas que hablan una lengua indígena también incluyen a personas que no hablan lenguas indígenas ni viven en comunidades indígenas pero se autoidentifican como indígenas. Según este criterio, la Comisión Nacional para el Desarrollo de los Pueblos Indígenas (CDI) y el Instituto Nacional de Estadística y Geografía (INEGI), señalan que en 2010 en México hay 15.7 millones de indígenas de diferentes etnias, que constituyen el 14.9% de la población del país. Según la CDI, los estados con mayor porcentaje de población indígena son Yucatán, con 62.7%; Quintana Roo, con 33.8%; y Campeche, con 32% de la población indígena, en su mayoría maya; Oaxaca, con 58% de la población, siendo los grupos más numerosos los pueblos mixteco y zapoteca; Chiapas, con 32.7%, la mayoría tseltal y tsotsil maya; Hidalgo con 30.1%, la mayoría otomí; Puebla con 25.2%, y Guerrero con 22.6%, la mayoría pueblos nahuas y los estados de San Luis Potosí y Veracruz, ambos con una población de 19% indígenas, la mayoría de los cuales pertenecen a los grupos totonaco, nahua y teenek.
En la última encuesta intercensal realizada por el gobierno mexicano en 2015, los indígenas representan el 21,5% de la población de México. En esta ocasión, las personas que se autoidentificaron como "indígenas" y las personas que se autoidentificaron como "parcialmente indígenas" fueron clasificadas en la categoría de "indígenas". De acuerdo al censo de 2020, 19.4% de la población o 23 millones de personas se autoidentificaron como indígenas y 11.8 millones de personas, o el 9.36% de la población se reportó, residían en hogares indígenas (hogares donde un jefe, jefa, o ancestro hablaba una lengua indígena).
La población indígena absoluta está creciendo, pero a un ritmo más lento que el resto de la población, por lo que el porcentaje de pueblos indígenas está disminuyendo. La mayor parte de la población indígena se concentra en los estados del centro-sur y el sureste, y la mayor parte de la población indígena vive en zonas rurales. Algunas comunidades indígenas tienen cierto grado de autonomía bajo la legislación de "usos y costumbres", lo que les permite regular algunas cuestiones internas bajo el derecho consuetudinario.
| Oaxaca                             | 69.2% |
| Yucatán                            | 65.2% |
| Entre 20% y 50%                    |       |
| Campeche                           | 47.3% |
| Chiapas                            | 36.8% |
| Hidalgo                            | 36.7% |
| Quintana Roo                       | 33.2% |
| Puebla                             | 33.2% |
| Guerrero                           | 33.1% |
| Veracruz                           | 26.9% |
| Morelos                            | 24.5% |
| Tabasco                            | 21.4% |
| Michoacán                          | 20.8% |
| San Luis Potosí                    | 20.3% |
| Entre 10% y 20%                    |       |
| Estados Unidos Mexicanos           | 19.4% |
| Tlaxcala                           | 16.5% |
| Nayarit                            | 15.9% |
| México                             | 15.7% |
| Sonora                             | 13.3% |
| Colima                             | 13.2% |
| Querétaro                          | 13.2% |
| Baja California Sur                | 11.9% |
| Chihuahua                          | 10.5% |
| Entre 5% y 10%                     |       |
| Sinaloa                            | 9.4%  |
| Ciudad de México                   | 9.3%  |
| Durango                            | 8.9%  |
| Baja California                    | 8.0%  |
| Jalisco                            | 7.0%  |
| Tamaulipas                         | 6.7%  |
| Nuevo León                         | 6.4%  |
| Guanajuato                         | 6.4%  |
| Aguascalientes                     | 6.2%  |
| Entre 0% y 5%                      |       |
| Zacatecas                          | 4.9%  |
| Coahuila                           | 2.1%  |
| Fuente: censo mexicano 2020 INEGI. |       |

### Mexicanos blancos

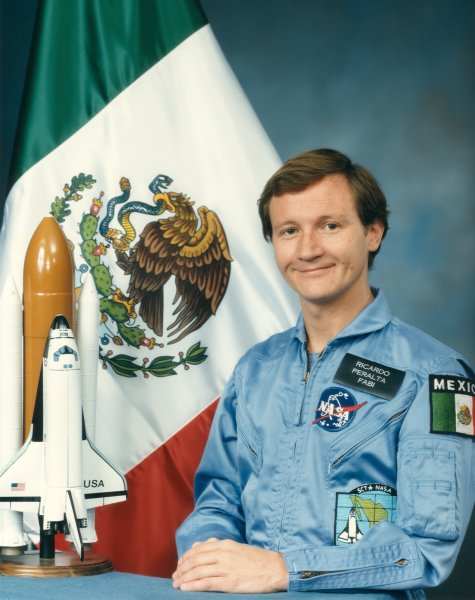
Ricardo Peralta y Fabi, astronauta mexicano.

Los mexicanos blancos son mexicanos de ascendencia total o predominantemente europea o de Asia Occidental. Los europeos comenzaron a llegar a México durante la conquista española del Imperio azteca; y mientras que durante el período colonial la mayor parte de la inmigración europea era española, en los siglos XIX y XX emigraron al país poblaciones europeas y de origen europeo procedentes de América del Norte y del Sur. Según las corrientes académicas de los siglos XX y XXI, la mezcla a gran escala entre los inmigrantes europeos y los pueblos indígenas nativos produciría un grupo mestizo que se convertiría en la abrumadora mayoría de la población de México en el momento de la Revolución mexicana. Sin embargo, según los registros eclesiásticos de la época colonial, la mayoría de los hombres españoles se casaron con mujeres españolas. Dichos registros también ponen en duda otras narrativas sostenidas por sectores académicos contemporáneos, como que los inmigrantes europeos que llegaron a México eran casi exclusivamente hombres o que los "españoles puros" formaban parte de una pequeña y poderosa élite, ya que los españoles eran a menudo el grupo étnico más numeroso de las ciudades coloniales y había trabajadores serviles y personas en situación de pobreza que eran de origen completamente español.
Las estimaciones de la población blanca de México difieren ampliamente tanto en la metodología como en los porcentajes dados; fuentes no oficiales como The World Factbook o Latinobarómetro que utilizan los resultados del censo de 1921 como base para sus estimaciones sitúan esta población en sólo el 10%, sin embargo los resultados del censo de 1921 han sido cuestionados por varios historiadores y hoy en día se consideran inexactos. Otras fuentes sugieren porcentajes más elevados: la Enciclopedia Británica los estima en alrededor del 30% de la población, >>> investigaciones de campo que usan como referencia la presencia de rasgos fenotípicos como el [[Rubio|cabello rubio] para clasificar a un mexicano como blanco <<<< (Falso, no era necesario que sean rubios únicamente para identificar si eran blancos por otro lado "Se pidió a los estudiantes que evaluaran el color de su piel" ) como la investigación realizada por la Universidad Autónoma Metropolitana México alculó el porcentaje de dicho grupo étnico en 23%, con una metodología similar, la Asociación Americana de Sociología con una metodología similar la Asociación Americana de Sociología obtuvo un porcentaje de 18.8%, teniendo su mayor frecuencia en la región norte de (22.3%–23.9%) seguida de la región centro (18.4%–21.3%) y la región sur (11.9%). Otro estudio, hecho por el University College London en colaboración con el Instituto Nacional de Antropología e Historia de México rncontró que las frecuencias de cabello rubio y ojos claros en los mexicanos son de 18% y 28% respectivamente FFALSO el estudio dice que solo el 2% es rubia, rubio oscuro/marrón claro 21%; Marrón/Negro 77% / Color de ojos: Azul/Gris: 1% ; Miel: 3%, Verde: 4%; Marrón claro: 21%; Marrón oscuro/Negro: 72%  encuestas que utilizan como referencia el color de la piel como las realizadas por el Consejo Nacional para Prevenir la Discriminación de México y el Instituto Nacional de Estadística y Geografía reportan resultados que los estiman en alrededor de un tercio de la población del país.
Un estudio realizado en hospitales de la Ciudad de México sugiere que los factores socioeconómicos influyen en la frecuencia de manchas mongólicas entre los recién nacidos, como lo evidencia la mayor prevalencia de 85% en recién nacidos de una institución pública, típicamente asociada con un nivel socioeconómico más bajo, en comparación con una prevalencia de 33% en recién nacidos de hospitales privados, que generalmente atienden a familias con un nivel socioeconómico más alto. La mancha mongólica aparece con una frecuencia muy alta (85–95%) en niños asiáticos, nativos americanos y africanos. Según se informa, la lesión cutánea casi siempre aparece en niños sudamericanos y mexicanos que son racialmente mestizos, mientras que tiene una frecuencia muy baja (5-10%) en niños caucásicos.Según el Instituto Mexicano del Seguro Social (IMSS) a nivel nacional, alrededor de la mitad de los bebés mexicanos tienen la mancha mongólica.
Las regiones norte y oeste de México tienen los porcentajes más altos de población blanca, donde la mayoría de la población no tiene herencia nativa o es de ascendencia predominantemente europea. Debido a un clima más severo, en el norte y el oeste de México las tribus indígenas eran sustancialmente más pequeñas y a diferencia de las tribus que se encuentran en el centro y sur de México, muchas eran nómadas por lo que permanecieron aisladas del resto de la población o incluso en algunos casos fueron hostiles hacia los colonos mexicanos, lo que llevó a la región noreste del país a ser la región con mayor proporción de blancos durante el período colonial español. Sin embargo, oleadas de inmigración recientes han cambiado sus tendencias demográficas. La población blanca del centro de México, a pesar de no ser tan numerosa como en el norte debido a una mayor mezcla, es étnicamente más diversa, ya que hay un gran número de otros grupos étnicos europeos y del Medio Oriente, aparte de los españoles. Esto también hace que los apellidos no ibéricos (en su mayoría franceses, alemanes, italianos y árabes) sean más comunes en el centro de México, especialmente en la capital del país y en el estado de Jalisco.

#### Mexicanos árabes

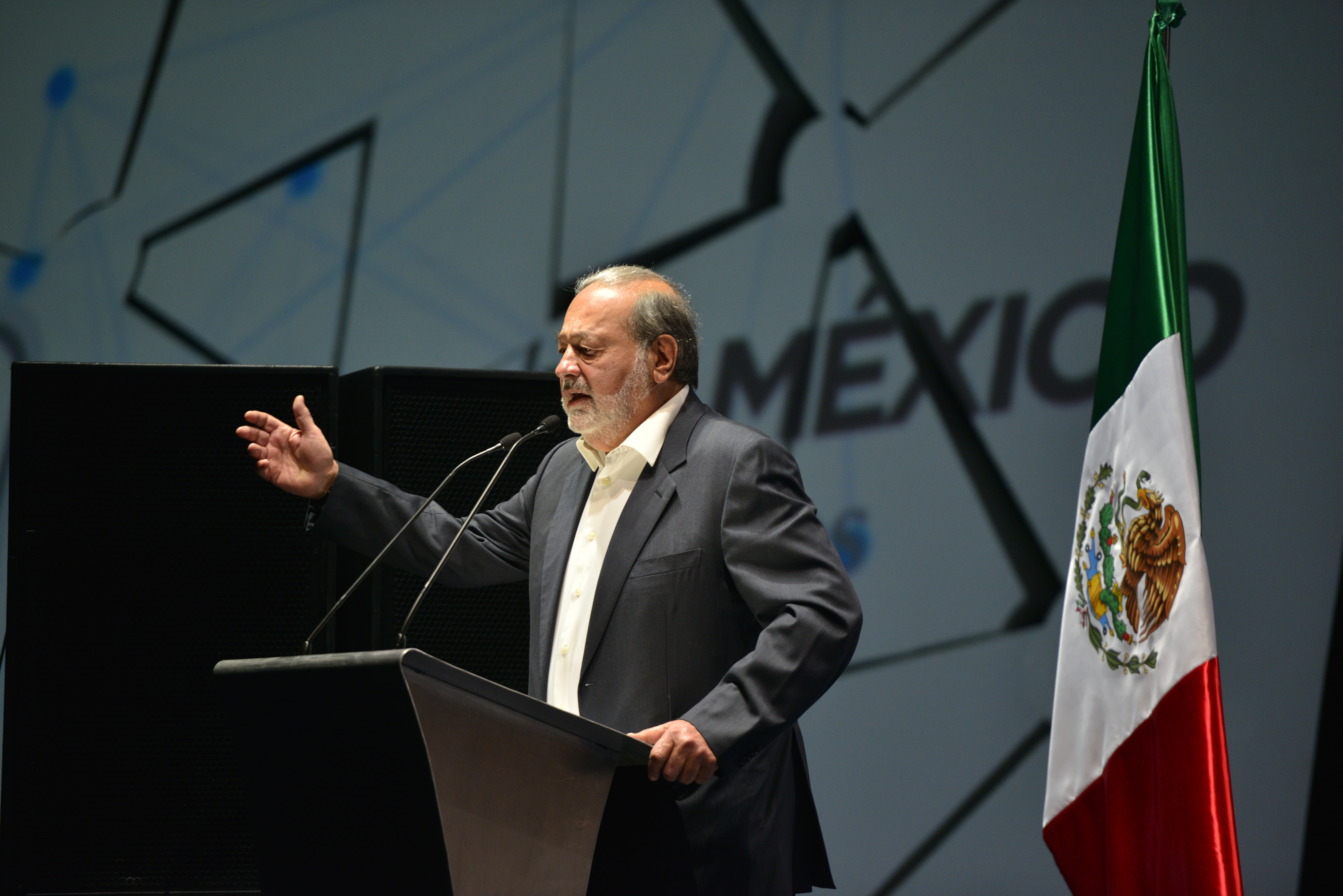
Carlos Slim Helú es de ascendencia árabe cristiana de Líbano.

Un mexicano árabe es un ciudadano mexicano de origen árabe que puede tener varios orígenes ancestrales. La gran mayoría de los 1.1 millones de árabes de México son de origen libanés, sirio, iraquí o palestino. La inmigración de árabes en México ha influido en la cultura mexicana, en particular en la alimentación, donde han introducido el Kibbeh, el Tabbouleh e incluso han creado recetas como los Tacos Árabes. Hacia 1765, los dátiles, que se originaron en el Medio Oriente, fueron introducidos en México por los españoles. La fusión entre la comida árabe y mexicana ha influido mucho en la cocina yucateca.
La inmigración árabe a México comenzó en el siglo XIX y principios del XX. Aproximadamente 100,000 arabohablantes se establecieron en México durante este período. Procedían en su mayoría del Líbano, Siria, Palestina e Irak y se asentaron en gran número en Nayarit, Puebla, San Luis Potosí, la Ciudad de México y el norte del país (principalmente en los estados de Baja California, Tamaulipas, Nuevo León, Sinaloa, Chihuahua, Coahuila y Durango, así como en la ciudad de Tampico y Guadalajara). Durante la guerra entre Israel y el Líbano en 1948 y durante la guerra de los Seis Días, miles de libaneses abandonaron el Líbano y se fueron a México. Primero llegaron a Veracruz. Aunque los árabes constituían menos del 5% del total de la población inmigrante en México durante la década de 1930, constituían la mitad de la actividad económica de los inmigrantes. Otra concentración de árabe-mexicanos se encuentra en Baja California, frente a la frontera México-Estados Unidos, especialmente en las ciudades de Mexicali, en el Valle Imperial México-Estados Unidos, y Tijuana, frente a San Diego, con una gran comunidad árabe-estadounidense (alrededor de 280,000), algunas de cuyas familias tienen parientes en México. El 45% de los mexicanos árabes son de ascendencia libanesa.
La mayoría de los árabe-mexicanos son cristianos que pertenecen a la Iglesia católica (latina, maronita o de otras Iglesias católicas orientales) o a la Iglesia ortodoxa. Un número escaso son musulmanes y judíos de Oriente Medio. El término "mexicano árabe" puede incluir grupos étnicos que de hecho no se identifican como árabes. El número de matrimonios interétnicos en la comunidad árabe, independientemente de su afiliación religiosa, es muy elevado; la mayoría de los miembros de la comunidad tienen un solo progenitor que tiene origen étnico árabe. Como resultado de esto, la comunidad árabe en México muestra un marcado cambio de idioma, alejándose del árabe. Solo unos pocos hablan algo de árabe, y ese conocimiento a menudo se limita a unas pocas palabras básicas. En cambio, la mayoría, especialmente los de las generaciones más jóvenes, hablan español como primera lengua. Hoy en día, los apellidos árabes más comunes en México incluyen Nader, Hayek, Ali, Haddad, Nasser, Malik, Abed, Mansoor, Harb y Elías.

### Afromexicanos

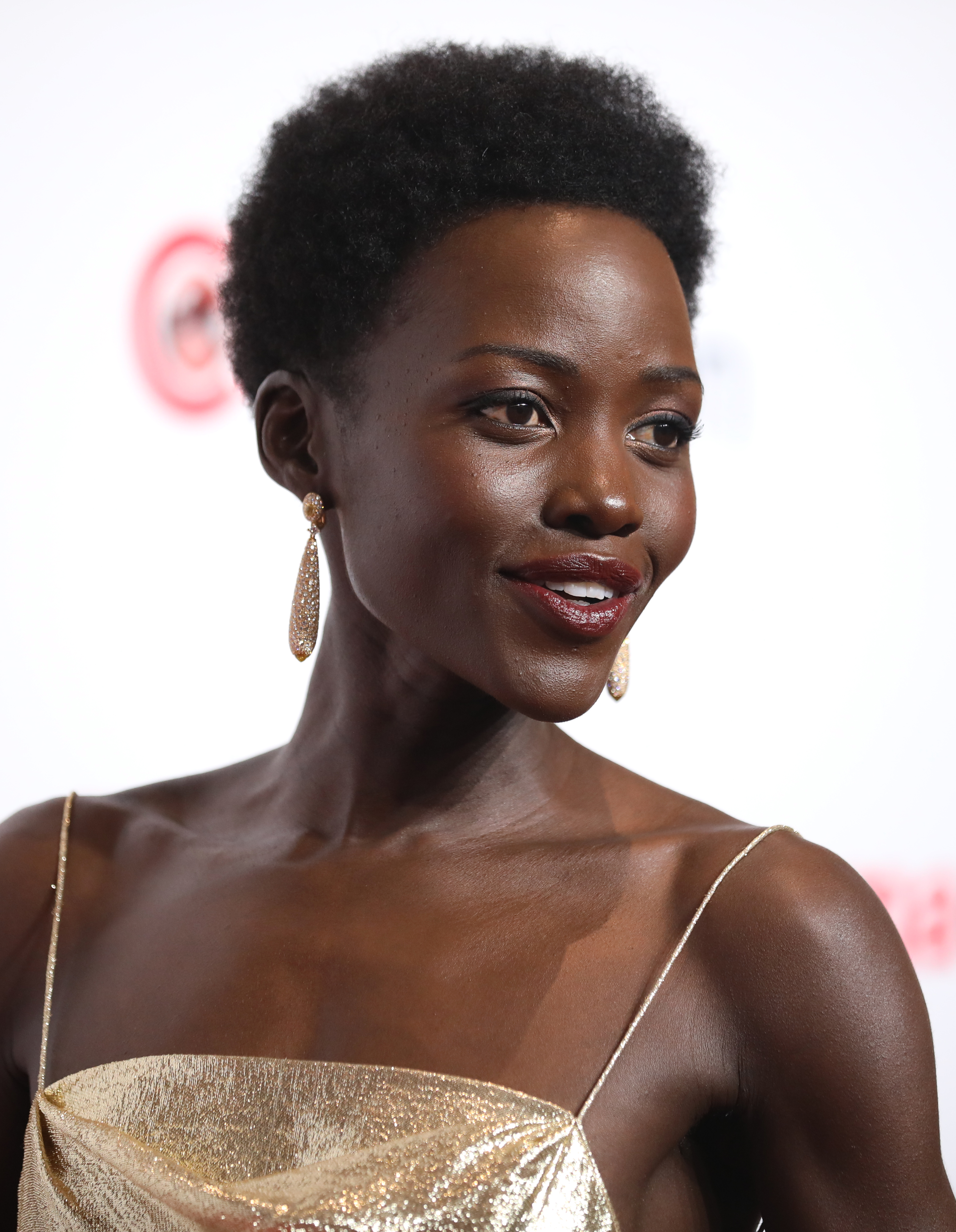
Lupita Amondi Nyong'o, actriz de ascendencia keniana.

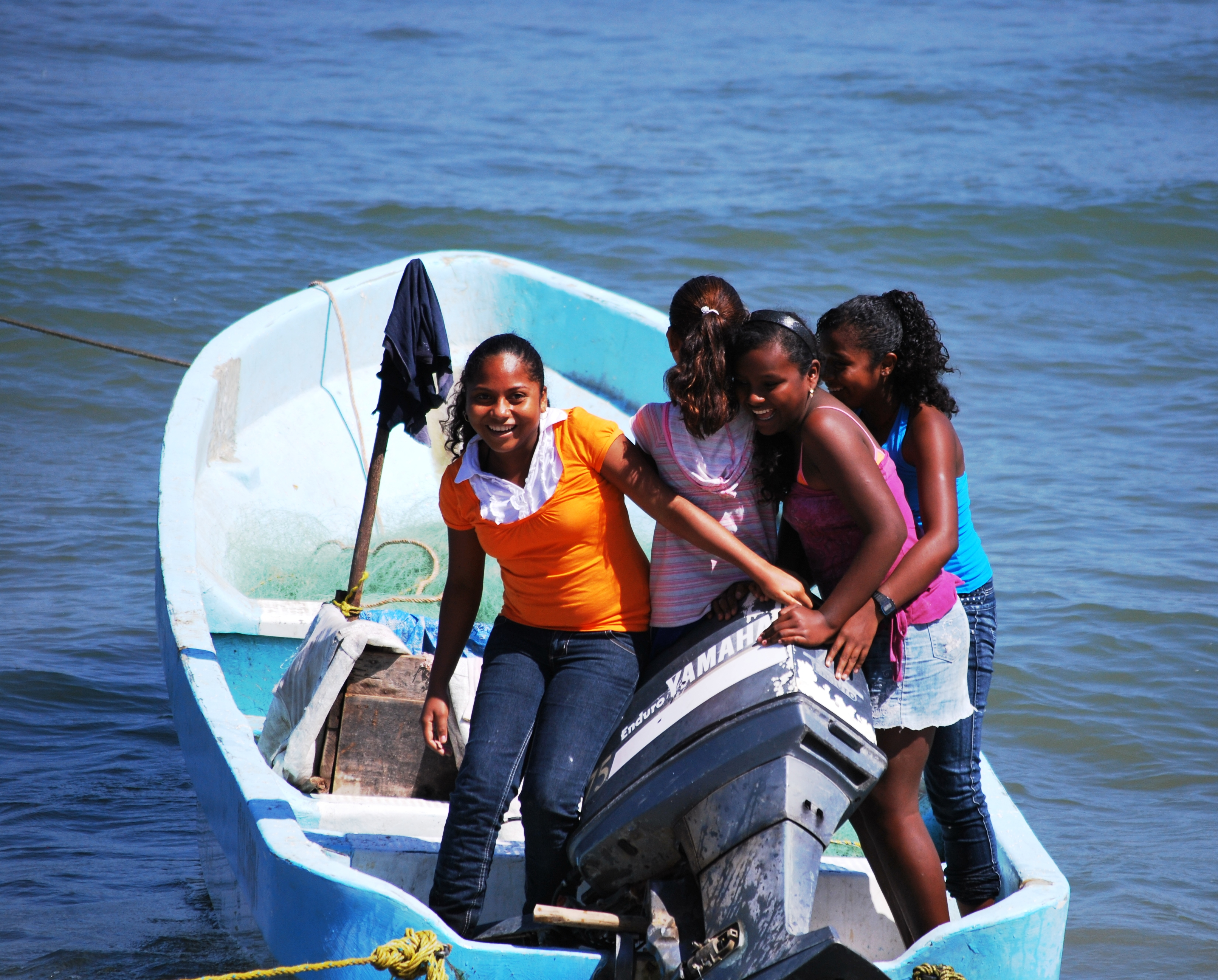
Niñas afromexicanas en Punta Maldonado, Cuajinicuilapa, Guerrero.

Los mexicanos afrodescendientes o afromexicanos son un grupo étnico que predomina en ciertas áreas de México como la Costa Chica de Oaxaca y la Costa Chica de Guerrero, Veracruz (por ejemplo Yanga) y en algunos pueblos del norte de México. El grupo étnico afromexicanos tiene su origen principalmente en la trata de esclavos que tuvo lugar durante el México colonial, pero debido al gran número de trabajadores indígenas disponibles el número de esclavos africanos que llegaron fue más reducido que en la mayoría de las otras colonias en América, esto aunado a los matrimonios mixtos con otros grupos étnicos y la influencia del discurso del "mestizaje" que enfatizó el pasado indígena y europeo de México ha eliminando pasivamente al afromexicano de la conciencia popular, tanto en México como en el extranjero. Hoy en día este grupo también incluye a inmigrantes recientes provenientes de África, el Caribe y el resto del continente Americano.
Según la encuesta Intercensal realizada por el gobierno mexicano, los afromexicanos constituyen el 1.2% de la población de México, gran parte de estos son afromestizos, es decir, mestizos con niveles variados de rasgos africanos, lo cual se refleja en el hecho de que 64.9% (896,829) de los mexicanos que se identificaron como afrodescendientes también se identificaron como indígenas, siendo 9.3% hablantes de lenguas indígenas. De acuerdo al censo nacional de 2020, 2.04% de la población son afromexicanos.
| Porcentaje de la población de 3 años o más que se considera afromexicana por estado (censo de 2020) | Porcentaje de la población de 3 años o más que se considera afromexicana por estado (censo de 2020) |
| Estado                                                                                              | Porcentaje                                                                                          |
| Entre 5% y 10%                                                                                      | Entre 5% y 10%                                                                                      |
| --------------------------------------------------------------------------------------------------- | --------------------------------------------------------------------------------------------------- |
| Guerrero                                                                                            | 8.6%                                                                                                |
| Entre 2.5% y 5%                                                                                     | |
| Oaxaca                                                                                              | 4.7%                                                                                                |
| Baja California Sur                                                                                 | 3.3%                                                                                                |
| Yucatán                                                                                             | 3.0%                                                                                                |
| Quintana Roo                                                                                        | 2.8%                                                                                                |
| Veracruz                                                                                            | 2.7%                                                                                                |
| Entre 0% y 2.5%                                                                                     | |
| Campeche                                                                                            | 2.1%                                                                                                |
| Estados Unidos Mexicanos                                                                            | 2.04%                                                                                               |
| Ciudad de México                                                                                    | 2.0%                                                                                                |
| San Luis Potosí                                                                                     | 2.0%                                                                                                |
| Morelos                                                                                             | 1.9%                                                                                                |
| Colima                                                                                              | 1.9%                                                                                                |
| Querétaro                                                                                           | 1.8%                                                                                                |
| Morelos                                                                                             | 1.8%                                                                                                |
| México                                                                                              | 1.7%                                                                                                |
| Puebla                                                                                              | 1.7%                                                                                                |
| Baja California                                                                                     | 1.7%                                                                                                |
| Nuevo León                                                                                          | 1.7%                                                                                                |
| Jalisco                                                                                             | 1.7%                                                                                                |
| Chihuahua                                                                                           | 1.6%                                                                                                |
| Hidalgo                                                                                             | 1.6%                                                                                                |
| Aguascalientes                                                                                      | 1.6%                                                                                                |
| Tabasco                                                                                             | 1.6%                                                                                                |
| Michoacán                                                                                           | 1.5%                                                                                                |
| Sonora                                                                                              | 1.5%                                                                                                |
| Coahuila                                                                                            | 1.5%                                                                                                |
| Sinaloa                                                                                             | 1.4%                                                                                                |
| Tlaxcala                                                                                            | 1.3%                                                                                                |
| Tamaulipas                                                                                          | 1.2%                                                                                                |
| Chiapas                                                                                             | 1.0%                                                                                                |
| Zacatecas                                                                                           | 1.0%                                                                                                |
| Durango                                                                                             | 0.9%                                                                                                |
| Nayarit                                                                                             | 0.8%                                                                                                |
| Fuente: censo mexicano 2020 INEGI.                                                                  | |

### Mexicanos asiáticos

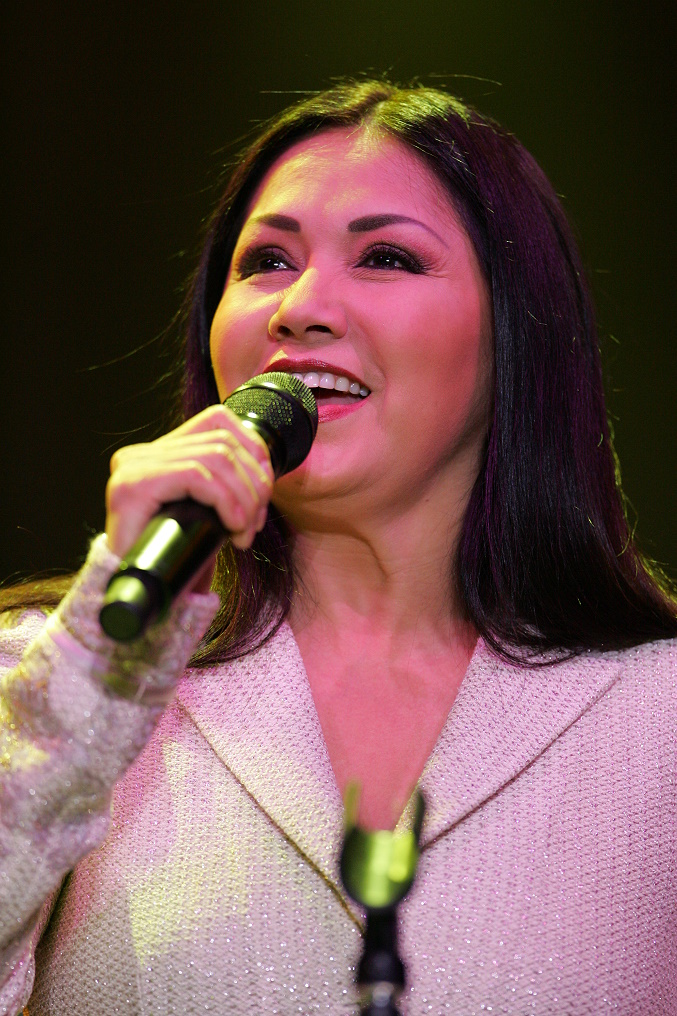
Ana Gabriel, cantante con ascendencia china.

Los mexicanos asiáticos representan menos del 1% de la población total del México moderno, sin embargo son una notable minoría. Debido a la percepción histórica y contemporánea en la sociedad mexicana de lo que constituye la cultura asiática (asociada con el Lejano Oriente más que con el Cercano Oriente), los mexicanos asiáticos son de ascendencia oriental, del sur y del sureste asiático y los mexicanos de ascendencia asiática occidental no se consideran parte del grupo.
La inmigración asiática comenzó con la llegada de filipinos a México durante el período español. Durante dos siglos y medio, entre 1565 y 1815, muchos filipinos y mexicanos navegaron hacia y desde México y Filipinas como marineros, tripulaciones, esclavos, prisioneros, aventureros y soldados en el Galeón Manila-Acapulco, ayudando a España en su comercio entre Asia y las Américas. También en estos viajes, miles de individuos asiáticos (en su mayoría hombres) fueron traídos a México como esclavos y fueron llamados "Chinos", aunque en realidad no todos venían de China, ya que también había japoneses, coreanos, malayos, filipinos, javaneses, camboyanos, timorenses, y gente de Bengala, India, Ceilán, Makassar, Tidore, Terenate. Un ejemplo notable es la historia de Catarina de San Juan (Mirra), una niña india capturada por los portugueses y vendida como esclava en Manila. Llegó a la Nueva España y finalmente dio origen a la "China Poblana".
Los asiáticos se convirtieron en el grupo de inmigrantes de más rápido crecimiento en México desde la década de 1880 hasta la de 1920, pasando de 1500 en 1895 a más de 20,000 en 1910. Estos primeros individuos no son muy evidentes en el México moderno principalmente por dos razones: la práctica común de los esclavos Chinos de hacerse pasar como Indios con el fin de alcanzar la libertad (ya que los indígenas mexicanos estaban legalmente protegidos de la esclavitud) y, como había ocurrido con gran parte de la población negra de México, durante generaciones la población asiática fue absorbida por la población mestiza en general.

### Censos oficiales
Históricamente, los estudios y censos de población nunca han estado a la altura de los estándares que una población tan diversa y numerosa como la mexicana requiere. El primer censo racial se realizó en 1793, siendo también el primer censo nacional de población de México (entonces conocido como Nueva España). De este, solo parte de los conjuntos de datos originales sobreviven. Por lo tanto, la mayor parte de lo que se conoce proviene de ensayos realizados por investigadores que utilizaron los hallazgos del censo como referencia para sus propios trabajos. Pasaría más de un siglo hasta que el gobierno mexicano llevara a cabo un nuevo censo racial en 1921 (algunas fuentes afirman que el censo de 1895 incluía una clasificación racial completa, sin embargo, según los archivos históricos del Instituto Nacional de Estadística de México, ese no era el caso). Si bien el censo de 1921 fue la última vez que el gobierno mexicano llevó a cabo un censo que incluyó una clasificación racial integral, en los últimos tiempos ha realizado encuestas a nivel nacional para cuantificar la mayoría de los grupos étnicos que habitan el país, así como la dinámica social y las desigualdades entre ellos.

#### Censo de 1793

Nueva España en 1819 con los límites establecidos en el Tratado Adams-Onís

Conocido también como "Censo de Revillagigedo" debido a que su creación fue ordenada por el conde del mismo nombre, este censo fue el primer censo de población a nivel nacional de México (entonces conocido como el Virreinato de la Nueva España). La mayoría de sus conjuntos de datos originales se han perdido, por lo que la mayor parte de lo que ahora se conoce proviene de ensayos e investigaciones de campo realizados por académicos que tuvieron acceso a los datos del censo y los utilizaron como referencia para sus trabajos, como el geógrafo prusiano Alexander von Humboldt. Cada autor da diferentes estimaciones para cada grupo racial en el país aunque no varían mucho, con europeos que van del 18% al 22% de la población de la Nueva España, mestizos que van del 21% al 25%, indios que van del 51% al 61% y africanos que están entre 6000 y 10,000. Las estimaciones dadas para la población total van de 3,799,561 a 6,122,354 personas. Se concluye entonces, que a lo largo de casi tres siglos de colonización, las tendencias de crecimiento poblacional de blancos y mestizos fueron uniformes, mientras que el porcentaje total de la población indígena disminuyó a una tasa de 13%-17% por siglo. Los autores afirman que en lugar de que los blancos y mestizos tengan tasas de natalidad más altas, la razón de la disminución de la población indígena radica en que sufren de tasas de mortalidad más altas, debido a que vivían en lugares remotos en lugar de las ciudades y pueblos fundados por los colonos españoles o estaban en guerra con ellos. Es también por estas razones que el número de mexicanos indígenas presenta el mayor rango de variación entre publicaciones, ya que en los casos sus números en un lugar dado fueron estimados en lugar de contados, lo que lleva a posibles sobreestimaciones en algunas provincias y posibles subestimaciones en otras.
| Intendencia/territorio | Población europea (%) | Población indígena (%) | Población mestiza (%) |
| ---------------------- | --------------------- | ---------------------- | --------------------- |
| México                 | 16.9%                 | 66.1%                  | 16.7%                 |
| Puebla                 | 10.1%                 | 74.3%                  | 15.3%                 |
| Oaxaca                 | 06.3%                 | 88.2%                  | 05.2%                 |
| Guanajuato             | 25.8%                 | 44.0%                  | 29.9%                 |
| San Luis Potosí        | 13.0%                 | 51.2%                  | 35.7%                 |
| Zacatecas              | 15.8%                 | 29.0%                  | 55.1%                 |
| Durango                | 20.2%                 | 36.0%                  | 43.5%                 |
| Sonora                 | 28.5%                 | 44.9%                  | 26.4%                 |
| Yucatán                | 14.8%                 | 72.6%                  | 12.3%                 |
| Guadalajara            | 31.7%                 | 33.3%                  | 34.7%                 |
| Veracruz               | 10.4%                 | 74.0%                  | 15.2%                 |
| Villadolid             | 27.6%                 | 42.5%                  | 29.6%                 |
| Nuevo México           | ~                     | 30.8%                  | 69.0%                 |
| Vieja California       | ~                     | 51.7%                  | 47.9%                 |
| Nueva California       | ~                     | 89.9%                  | 09.8%                 |
| Coahuila               | 30.9%                 | 28.9%                  | 40.0%                 |
| Nuevo León             | 62.6%                 | 05.5%                  | 31.6%                 |
| Nuevo Santander        | 25.8%                 | 23.3%                  | 50.8%                 |
| Texas                  | 39.7%                 | 27.3%                  | 32.4%                 |
| Tlaxcala               | 13.6%                 | 72.4%                  | 13.8%                 |

~ Los europeos están incluidos en la categoría mestiza.
Independientemente de las posibles imprecisiones relacionadas con el recuento de los pueblos indígenas que viven fuera de las áreas colonizadas, vale la pena mencionar el esfuerzo que las autoridades de la Nueva España pusieron en considerarlos como súbditos, ya que los censos realizados por otros países coloniales o postcoloniales no consideraban a los indígenas americanos como ciudadanos/súbditos, como por ejemplo los censos realizados por el Virreinato del Río de la Plata solo contarían a los habitantes de los asentamientos colonizados. Otro ejemplo serían los censos realizados por los Estados Unidos, que no incluyeron a los pueblos indígenas que vivían entre la población general hasta 1860, y a los pueblos indígenas en su conjunto hasta 1900.

#### Censo de 1921
Realizado inmediatamente después de la consumación de la Revolución Mexicana, el contexto social en el que se realizó este censo lo hace particularmente único, ya que el gobierno de la época estaba en proceso de reconstrucción del país y buscaba unir a todos los mexicanos bajo una sola identidad nacional. Los resultados finales del censo de 1921 con respecto a la raza, que afirman que el 59.3 % de la población mexicana se autoidentificó como mestiza, el 29.1 % como indígena y solo 9.8 % como blanca fueron entonces esenciales para cimentar la ideología del "mestizaje" (que afirma que la población mexicana en su conjunto es producto de la mezcla de todas las razas) que dio forma a la identidad y cultura mexicanas a lo largo del siglo XX y sigue siendo prominente hoy en día, con publicaciones internacionales extraoficiales como The World Factbook usándolas como referencia para estimar la composición racial de México hasta el día de hoy.
Sin embargo, en los últimos tiempos los resultados del censo han sido sometidos al escrutinio de historiadores, académicos y activistas sociales por igual, quienes afirman que alteraciones tan drásticas en las tendencias demográficas con respecto al censo de 1793 no son posibles y citan, entre otras estadísticas, la relativamente baja frecuencia de matrimonios entre personas de diferentes ancestros continentales en el México colonial y de principios de la independencia. Se afirma que el proceso de "mestizaje" patrocinado por el Estado fue más "cultural que biológico", lo que dio como resultado que las cifras del grupo mestizo mexicano se inflaran a expensas de la identidad de las demás razas. Controversias aparte, este censo constituyó la última vez que el Gobierno de México llevó a cabo un censo racial exhaustivo, con los resultados por estados siendo los siguientes (extranjeros y personas que respondieron "otros" no incluidos):
| Unidades Federativas             | Población Mestiza (%) | Población Amerindia (%) | Población Blanca (%) |
| -------------------------------- | --------------------- | ----------------------- | -------------------- |
| Aguascalientes                   | 66.12%                | 16.70%                  | 16.77%               |
| Baja California (Distrito Norte) | 72.50%                | 07.72%                  | 00.35%               |
| Baja California (Distrito Sur)   | 59.61%                | 06.06%                  | 33.40%               |
| Campeche                         | 41.45%                | 43.41%                  | 14.17%               |
| Coahuila                         | 77.88%                | 11.38%                  | 10.13%               |
| Colima                           | 68.54%                | 26.00%                  | 04.50%               |
| Chiapas                          | 36.27%                | 47.64%                  | 11.82%               |
| Chihuahua                        | 50.09%                | 12.76%                  | 36.33%               |
| Durango                          | 89.85%                | 09.99%                  | 00.01%               |
| Guanajuato                       | 96.33%                | 02.96%                  | 00.54%               |
| Guerrero                         | 54.05%                | 43.84%                  | 02.07%               |
| Hidalgo                          | 51.47%                | 39.49%                  | 08.83%               |
| Jalisco                          | 75.83%                | 16.76%                  | 07.31%               |
| Ciudad de México                 | 54.78%                | 18.75%                  | 22.79%               |
| Estado de México                 | 47.71%                | 42.13%                  | 10.02%               |
| Michoacán                        | 70.95%                | 21.04%                  | 06.94%               |
| Morelos                          | 61.24%                | 34.93%                  | 03.59%               |
| Nayarit                          | 73.45%                | 20.38%                  | 05.83%               |
| Nuevo León                       | 75.47%                | 05.14%                  | 19.23%               |
| Oaxaca                           | 28.15%                | 69.17%                  | 01.43%               |
| Puebla                           | 39.34%                | 54.73%                  | 05.66%               |
| Querétaro                        | 80.15%                | 19.40%                  | 00.30%               |
| Quintana Roo                     | 42.35%                | 20.59%                  | 15.16%               |
| San Luis Potosí                  | 61.88%                | 30.60%                  | 05.41%               |
| Sinaloa                          | 98.30%                | 00.93%                  | 00.19%               |
| Sonora                           | 41.04%                | 14.00%                  | 42.54%               |
| Tabasco                          | 53.67%                | 18.50%                  | 27.56%               |
| Tamaulipas                       | 69.77%                | 13.89%                  | 13.62%               |
| Tlaxcala                         | 42.44%                | 54.70%                  | 02.53%               |
| Veracruz                         | 50.09%                | 36.60%                  | 10.28%               |
| Yucatán                          | 33.83%                | 43.31%                  | 21.85%               |
| Zacatecas                        | 86.10%                | 08.54%                  | 05.26%               |

Cuando se comparan los resultados del censo de 1921 con los resultados de los censos recientes de México, así como con la investigación genética moderna, se encuentra una alta consistencia en lo que respecta a la distribución de los mexicanos indígenas en todo el país, con los estados ubicados en el sur y el sureste de México teniendo ambos, los porcentajes más altos de población que se autoidentifican como indígenas y los porcentajes más altos de ascendencia genética amerindia. Sin embargo, eso no pasa con los mexicanos europeos, ya que hay casos en los que estados que han demostrado tener una ascendencia europea considerablemente alta por investigación científica tienen poblaciones blancas muy pequeñas en el censo de 1921, siendo el caso más extremo el del estado de Durango, en el que el mencionado censo afirma que solo 0.01% de la población del estado (33 personas) se autoidentificó como "blanca", mientras investigación científica moderna muestra que la población de Durango tiene frecuencias genéticas similares a las encontradas en los pueblos europeos (la población indígena del estado tampoco muestra casi ninguna mezcla extranjera). Varios autores teorizan que la razón de estas inconsistencias puede estar en la identidad mestiza promovida por el gobierno mexicano, la cual, según se informa, llevó a personas que no son biológicamente mestizas a ser clasificadas como tales.

#### En la actualidad

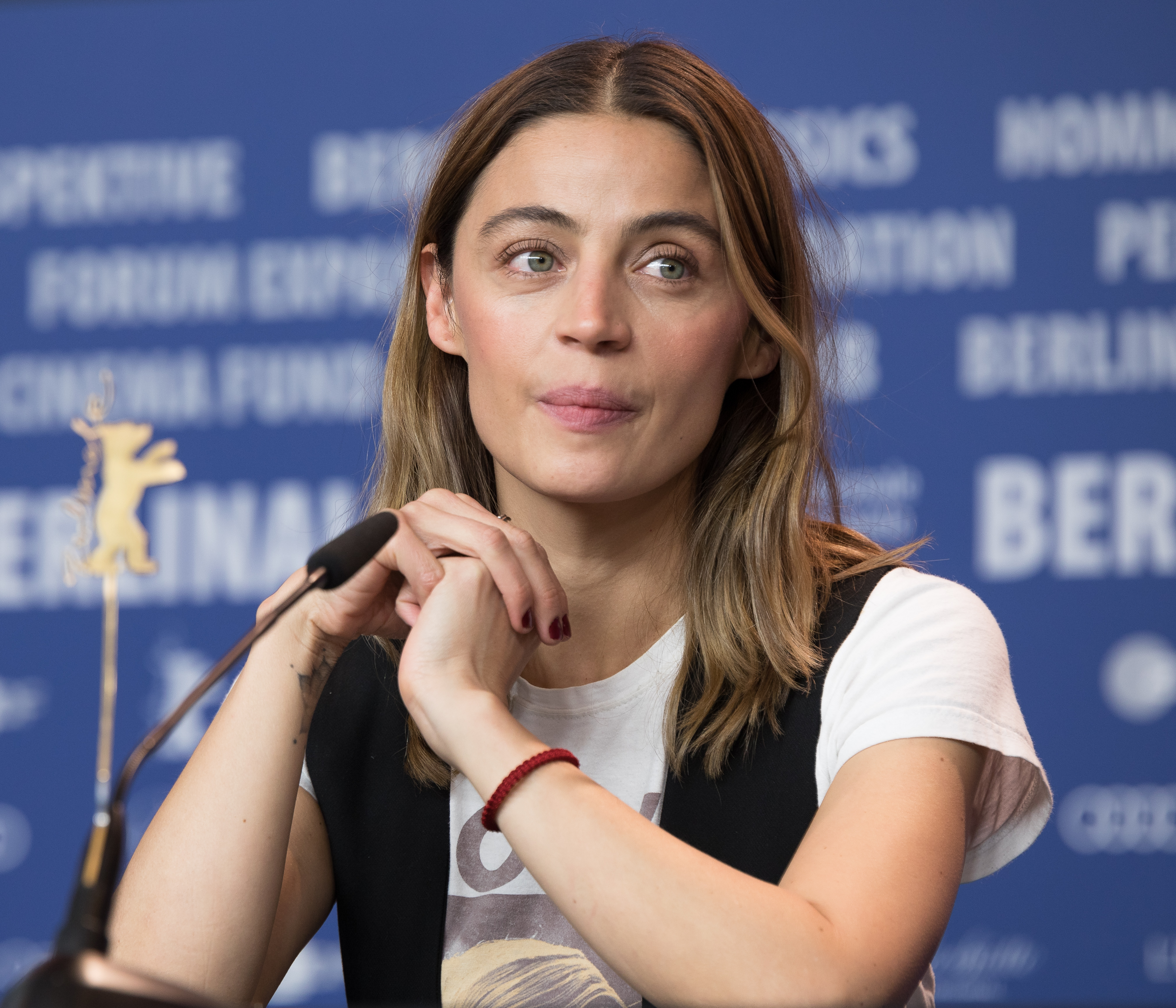
Ilse Salas, actriz mexicana

Desde el final de la Revolución mexicana, la identidad oficial promovida por el gobierno mexicano ha sido la del mestizo (una mezcla de culturas y herencias europeas e indígenas) establecida con la intención original de eliminar divisiones y crear una identidad unificada que permitiera a México modernizarse e integrarse con la comunidad internacional. Aunque hoy en día la gran mayoría de la población del país se considera mexicana, las diferencias en rasgos físicos y apariencia siguen jugando un papel importante en las interacciones sociales cotidianas, tomando esto en cuenta, en los últimos tiempos el gobierno de México ha comenzado a realizar investigaciones étnicas para cuantificar los diferentes grupos étnicos que habitan el país con el objetivo de reducir las desigualdades sociales entre ellos. Según estas recientes investigaciones, el 19.4% de la población de México se autoidentifica como indígena y el 2.04% se autoidentifica como afromexicano, no existe un censo definitivo que cuantifique a la población blanca de México, con estimaciones del gobierno y fuentes contemporáneas reportando resultados que los estiman en alrededor de un tercio de la población del país, cifra que se basa en rasgos fenotípicos como el color de la piel en lugar de la autoidentificación de la ascendencia.
En términos muy generales, las relaciones étnicas pueden organizarse en torno a un eje entre los dos extremos del patrimonio cultural europeo y amerindio, que es un remanente del sistema de castas español que clasificaba a los individuos en función de su nivel percibido de mezcla biológica entre los dos grupos, aunque dicha dinámica se ha vuelto fluida, mezclando rasgos socioculturales y económicos con rasgos fenotípicos, permitiendo que los individuos se muevan entre categorías y definan sus identidades étnicas y raciales situacionalmente, la presencia en el país de poblaciones de tamaño considerable de origen africano y asiático vuelven dichas dinámicas más complejas. A pesar de que existe una gran variación en los fenotipos entre los mexicanos, la apariencia europea todavía es fuertemente preferida en la sociedad mexicana, con la piel más clara recibiendo una atención más positiva, ya que se asocia con atributos positivos como lo son el dinero, la modernidad y la clase social alta. En contraste, la ascendencia indígena a menudo se asocia con tener una clase social inferior, así como con niveles más bajos de educación. Estas distinciones son más fuertes en la Ciudad de México, donde se localizan las élites más poderosas del país.

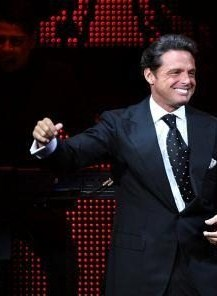
Luis Miguel, cantante mexicano

A pesar de que el gobierno de México no ha utilizado oficialmente términos raciales relacionados con personas europeas o blancas durante casi un siglo (reanudándolos después de 2010), los conceptos de "gente blanca" (conocidos como güeros o blancos en el español mexicano) y de "ser blanco" no desaparecieron y todavía están presentes en la cultura mexicana cotidiana: en la sociedad mexicana se utilizan diferentes modismos raciales que sirven como términos mediadores entre grupos raciales. No es extraño ver a vendedores ambulantes llamar güero o güerito a un cliente potencial, a veces incluso cuando la persona no es de piel clara. En este caso se utiliza para iniciar una especie de familiaridad, pero en casos en los que las tensiones sociales/raciales son relativamente altas, puede tener el efecto contrario. La falta de una línea divisora clara entre mexicanos blancos y mestizos ha vuelto el concepto de raza relativamente fluido, con el estatus socioeconómico teniendo influencia en la percepción racial de una persona. Sin embargo, sociólogos e historiadores contemporáneos coinciden en que, dado que el concepto de "raza" tiene un fundamento psicológico más que biológico y a los ojos de la sociedad un mestizo con un alto porcentaje de ascendencia europea es considerado "blanco" y un mestizo con un alto porcentaje de ascendencia indígena es considerado "indio", se debe permitir que una persona se identifique con un grupo étnico con el que sienta pertenencia, aunque biológicamente no pertenezca completamente a él.

## Lenguas
La lengua más importante y oficial de facto en México es el español. El español mexicano muestra una variedad de acentos y dialectos que varían entre regiones y estados, pero con características uniformes con respecto a los dialectos del español en otros países. La Ley de los Derechos Lingüísticos del 2001 declaró que las 62 lenguas indígenas de México son "lenguas nacionales" con la "misma validez" que el español en los territorios donde se hablen. La lengua indígena con el mayor número de hablantes es el náhuatl (22.5% de la población hablante de lenguas indígenas habla esta lengua, seguido del maya yucateco (10.6%). En la Ciudad de México y otras grandes ciudades, después del flujo migratorio de zonas rurales a urbanas, existen grandes distritos donde se hablan lenguas indígenas. Aproximadamente 7,364,645 mexicanos (6.1%) hablan un idioma indígena según el censo del 2020 en México.
Durante la primera mitad del siglo XX el gobierno promovió una política de "hispanización", con el fin de integrar a los pueblos indígenas a la sociedad mexicana. Sin embargo, esta política ha cambiado, y desde la década de 1980, el gobierno ha establecido programas bilingües e interculturales en las comunidades indígenas. Esta política ha tenido éxito en las comunidades con un número elevado de hablantes, pero muchas lenguas, con menos de 1000 habitantes, están en peligro de extinción.
La segunda lengua más hablada en México, sin embargo, es el inglés, utilizado sobre todo en las ciudades fronterizas, los centros turísticos y en las grandes ciudades, un fenómeno atribuible al Tratado de Libre Comercio de América del Norte (TLCAN), así como al retorno de los emigrantes mexicanos de los Estados Unidos. De las lenguas de los inmigrantes a México, el véneto de Chipilo (Puebla) y el plautdietsch de Durango y Chihuahua se hablan en comunidades aisladas. Otras lenguas que se hablan en México son el francés, el alemán y el ruso. Aunque algunas de estas lenguas tienen un número de hablantes mayor que el de algunas de las 62 lenguas nacionales, no tienen ningún reconocimiento ni apoyo por parte del gobierno.
Entre la comunidad con discapacidad auditiva se encuentran presentes la lengua de señas mexicana, yucateca y americana; y entre los invidentes el braille español.

## Nacionalidad y ciudadanía mexicana

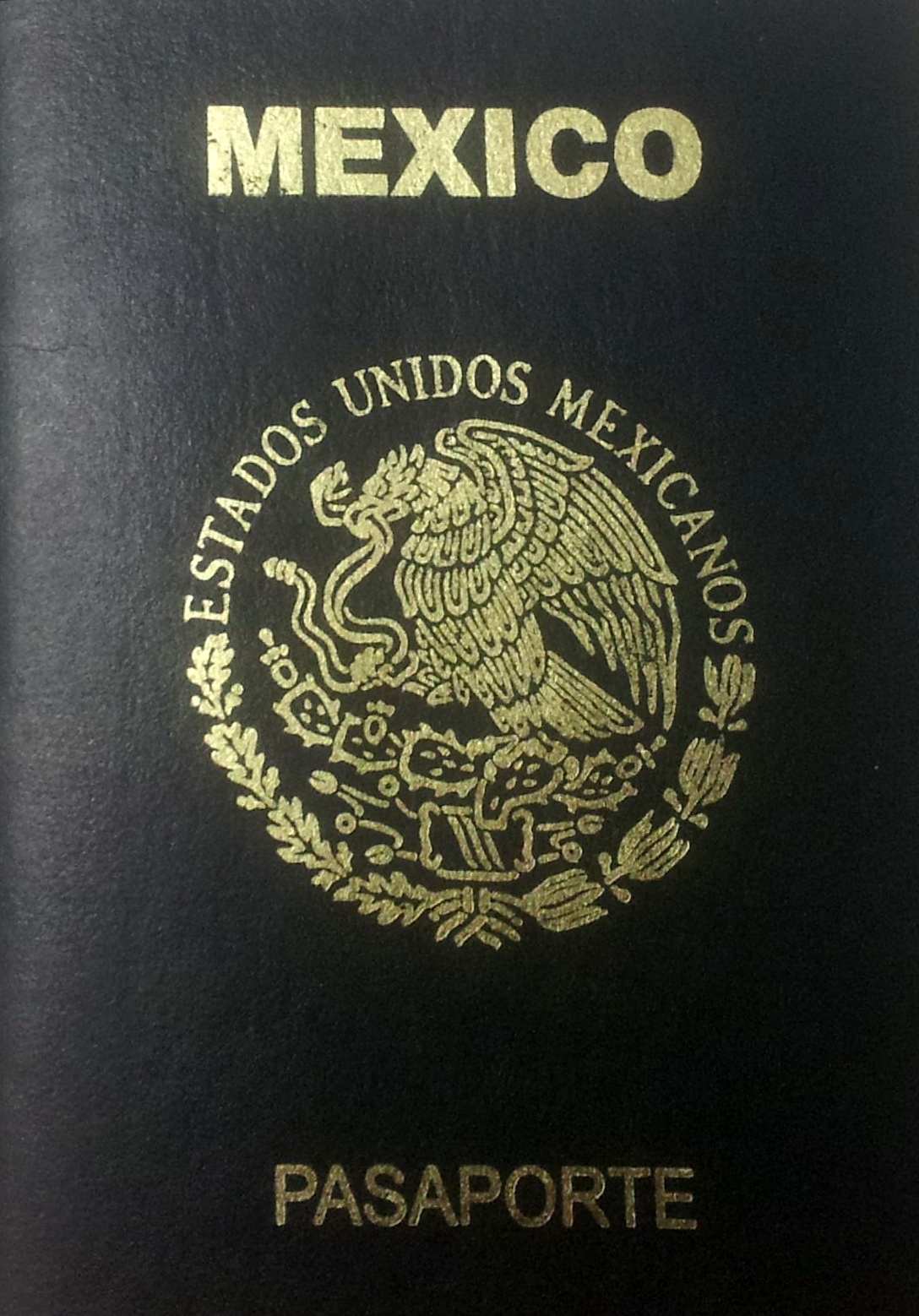
Pasaporte mexicano

La Constitución de México otorga la nacionalidad mexicana por nacimiento y por naturalización. Las leyes mexicanas en materia de nacionalidad por nacimiento son muy abiertas. La nacionalidad mexicana por nacimiento se otorga a:
- todas aquellas personas nacidas en territorio mexicano,
- todas aquellas personas nacidas fuera de México, cuyo padre o madre sea mexicano por nacimiento,
- todas aquellas personas nacidas fuera de México, cuyo padre o madre sea mexicano por naturalización,
- todas aquellas personas nacidas a bordo de aeronaves o buques marítimos mexicanos, ya sean de guerra o comerciales.

La nacionalidad mexicana por naturalización se concede a:
- ciudadanos extranjeros a quienes la Secretaría de Gobernación les haya otorgado la nacionalidad mexicana;
- ciudadanos extranjeros casados con nacional mexicano, ya sea por nacimiento o por naturalización.

## Religión
La población mexicana es predominantemente católica (en el censo del 2020, último del que se tienen datos sobre religión, el 77.7% de la población de 5 años y más se identificó como católica),  aunque un porcentaje mucho menor (46%) asiste a la iglesia regularmente. Cerca del 11.2% de la población se clasificó como protestante o evangélica, y 0.2% se clasificó como perteneciente a otras religiones; finalmente el 0.05% se clasificó como judíos y el 8.1% sin religión. El grupo más grande de evangélicos fue el de pentecostales y carismáticos (clasificados como "otras" y ahora como neo-pentecostales).
Los estados con el porcentaje más alto de católicos se encuentran en el centro del país, principalmente Guanajuato (93.8%) y en occidente Aguascalientes (92.3%) y Jalisco (92.0%), mientras que los estados del sureste tienen el porcentaje más bajo de católicos: Chiapas (58.3%), Tabasco (64.5%), y Campeche (63.1%). El porcentaje de católicos ha estado decayendo durante las últimas cuatro décadas, del 98% en 1950 a 87.9% en el 2000. El crecimiento promedio anual de católicos de 1990 al 2000 fue de 1.7%, mientras que el de los no católicos fue de 3.7%. Dado que la tasa de crecimiento promedio anual de la población durante el mismo periodo fue de 1.8%, el porcentaje de católicos continúa decreciendo.
A diferencia de otros países de Latinoamérica o Iberoamérica la constitución mexicana, promulgada en 1917, hizo una separación entre Iglesia y Estado. La constitución no requiere que el presidente profese el catolicismo; el Estado no provee de financiación a la Iglesia, y la Iglesia no participa en la educación pública (ninguna escuela pública puede ser administrada por la iglesia y no se permite la enseñanza de religión, salvo en las escuelas privadas). Incluso, el gobierno nacionalizó las propiedades de la Iglesia (algunas ya fueron devueltas durante la década de 1990), y los sacerdotes o ministros de culto perdían el derecho a votar y ser votados (desde la década de 1990 ya pueden votar, pero no pueden ejercer ningún cargo público).